# Українська мова
Украї́нська мо́ва (МФА: [ʊkrɐˈjinʲsʲkɐ ˈmɔʋɐ], історична назва — ру́ська) — національна мова українців. Належить до східнослов'янської групи слов'янських мов, що входять до індоєвропейської мовної сім'ї, поряд із романськими, германськими, кельтськими, грецькою, албанською, вірменською та найближче спорідненими зі слов'янськими балтійськими мовами. Єдина державна мова України.
Число мовців — орієнтовно 45 млн, більшість із яких мешкає в Україні. Поширена також у Білорусі, Молдові, Польщі, Росії, Румунії, Словаччині, Казахстані, Аргентині, Бразилії, Великій Британії, Канаді, США та інших країнах, де живуть українці. Українською мовою у світі послуговуються приблизно від 40 до 45 млн осіб; вона є другою чи третьою слов'янською мовою за кількістю мовців (після російської та, можливо, польської) та входить до третього десятка найпоширеніших мов світу.
Українську мову вивчає українське мовознавство, а також досліджує україністика (українознавство). Довкола походження та становлення української мови є декілька гіпотез — праслов'янська, давньоруська, південноруська X—XI століття та інші. Але, на сьогодні, остаточно спростовані теорії про давньоруську мовну єдність.
Згідно з нещодавно оприлюдненою гіпотезою К. М. Тищенка, українська мова відбиває утворення українців як етносу, що сталося у VI—XVI століттях унаслідок злиття діалектів трьох слов'янських племен — полян, деревлян та сіверян за участі груп іраномовного та тюркомовного степового населення. У XVIII—XX століттях українська мова зазнавала утисків із боку польської та російської влади. Противники створили численні міфи щодо української мови.
Для запису української мови використовують пристосовану кирилицю («гражданка»).
Норми української мови встановлюються у словниках української мови й українському правописі, які затверджуються Міністерством освіти та науки за рекомендаціями фахівців з української мови наукових установ Національної академії наук, інших наукових установ, вищих навчальних закладів. До наукових установ Національної академії наук України, зокрема, належать такі: Інститут української мови НАН України (історія, граматика, лексикологія, термінологія, ономастика, стилістика та культура мови, діалектологія, соціолінгвістика), Український мовно-інформаційний фонд НАН України (комп'ютерна лінгвістика, словники), Інститут мовознавства ім. О. О. Потебні НАН України (українська мова у зв'язках з іншими мовами).
Центральний орган виконавчої влади, який забезпечує розробку та впроваджує державну мовну політику — Міністерство культури України.
Щороку 27 жовтня в Україні святкують День української писемності та мови. Цього дня відбувається щорічний флешмоб — Всеукраїнський радіодиктант національної єдності — акція Українського радіо, що об'єднує українців по всьому світу навколо української мови.

## Походження
- Праіндоєвропейська мова
  -  Прабалтослов'янська мова
    -  Праслов'янська мова
      -  Давньоруська мова
        -  Руська (староукраїнська) мова
          -  Українська мова

## Класифікація
Хоча класифікація української мови як східнослов'янської прийнятна й досі, сучасне мовознавство інтерпретує її інакше, ніж у рамках ранішої теорії генеалогічного дерева. Згідно з цією теорією, українська мова описувалася як відгалуження праіндоєвропейського дерева і праслов'янської (можливо, через прабалтослов'янську) та прасхіднослов'янської гілок. На сьогодні остаточно спростовані теорії про давньоруську мовну єдність.
За генеалогічною класифікацією українська мова належить до східнослов'янської підгрупи слов'янської групи індоєвропейської родини мов, яку окремі вчені об'єднують з іншими родинами в ностратичну (бореальну) надродину. Ностратична гіпотеза не є загальновизнаною серед лінгвістів.
Найближчою генеалогічно до української є білоруська мова. Починаючи з IX—XI століття, обидві мови частково утворювалися на спільній діалектній основі. Зокрема, північна діалектна група української мови брала участь у формуванні розмовної білоруської мови. До XVI століття обидва народи мали спільну писемну книжну українсько-білоруську мову.
За типологічною класифікацією українська є флективною мовою синтетичного типу.
Доктор філологічних наук Костянтин Тищенко вважає, що українська мова у фонетиці та граматиці має більше спільних рис із верхньолужицькою та білоруською мовами (29 спільних рис), нижньолужицькою мовою (27 спільних рис), чеською та словацькою мовами (23 спільні риси), польською мовою (22 спільні риси), хорватською та болгарською мовами (21 спільна риса), сербською та македонською мовами (20 спільних рис), мертвою полабською мовою (19 спільних рис) та словенською мовою (18 спільних рис), ніж із російською (лише 11 спільних рис).
|  |  |  |  |  |  |

## Відмінності від інших слов'янських мов

Схема родинних взаємин слов'янських мов

Українська мова як окрема слов'янська мова, має численні риси, що зближують або віддаляють її від сусідніх слов'янських мов — польської, білоруської, російської, болгарської та словацької.
У лексичному плані найближчою до української є білоруська мова (84 % спільної лексики), потім — польська (70 % спільної лексики), словацька (68 % спільної лексики) та російська (62 % спільної лексики). Для прикладу, за своїм лексичним складом англійська мова відрізняється від голландської на 37 %, а шведська — від норвезької на 16 %.
Згідно зі «списком Сводеша» для слов'янських мов, українська найбільш близька до білоруської (190 збігів із 207), на другому місці йде російська (172 збігів із 207), за нею — польська (169 збігів із 207).
Власну специфіку мова виявляє на рівні словотворчих моделей і, найвиразніше, на рівні лексики — так званих лексичних українізмів.
На фонетичному рівні українську мову вирізняє:
- найбільша кількість фонем із усіх слов'янських мов — 48[51];
- найбільша вокальність — «прозорість», милозвучність[54][51];
- найбільша кількість кореляційних пар м'яких і твердих приголосних звуків;
- чітке розрізнення [ɪ] (на письмі — и) та [i] (на письмі — і) на фонемному рівні[джерело?].

На морфологічному рівні в українській мові:
- послідовно збереглися флексії кличного відмінка (на відміну від інших східнослов'янських мов)[55];
- одночасно використовуються варіантні флексії давального відмінка для іменників чоловічого роду (наприклад: директор-у, директор-ові);
- існують суміжні способи творення майбутнього часу: синтетичний (ходитиму) та аналітичний (буду ходити).

### Вплив на інші мови
Українська мова вплинула на інші сусідні слов'янські мови: на польську, російську та білоруську літературні мови. До багатьох мов світу увійшли українські слова «гопак», «козак», «степ», «бандура», «борщ». До польської було запозичено українські слова «hreczka» — гречка, «chory» — хворий; російської: «вареники» — вареники, «пасека» — пасіка, «бублик» — бублик, «подполковник» — підполковник; до румунської: «ştiucă» — щука, «holub» — голуб; до білоруської «вагітная» — вагітна тощо).
Також українська мова вплинула на діалекти сусідніх мов, як-от гутор донських козаків («злыдарить» — злидарювати, «кидаться» — скидатися, «вон зарас гутарить» — він зараз говорить).

## Назва
Назву «українська мова» вживали, починаючи з XVI століття, на позначення мови українських земель Речі Посполитої, однак до середини XIX століття основною назвою мови, що тепер зветься українською, був вираз «руська мова». Це почало вносити плутанину від миті приєднання України до Московії та згодом Російської імперії, оскільки росіяни у XVIII столітті стали позначати власну мову схожим прикметником (рос. дореф. русскій языкъ).
Після певного часу вагань, під час якого мову України намагалися відрізняти від російської за допомогою різних назв, термін «українська мова» зрештою поступово переміг на всіх українських землях.

Шкільне свідоцтво про навчання в гімназії з руською мовою навчання

Окрім того, протягом певного часу, вживали такі назви:
- скіфська, рутенська (лат. lingua Rutenica) в середньовічній Європі та відокремлювали її від білоруської та московської (лат. lingua Moscovitica) (пізнішою російської[60][61].
- про́ста мова (лат. sermo vulgaris) з кінця XVI ст. іноді[61] в пізньому середньовіччі на противагу книжній (давньоруській) і паралельно церковнослов'янській мовам
- коза́цька мова (фр. la lingue cosaque)[60] в Гетьманщині (епізодично)[62]
- малоросійське / малоруське наріччя, або південноросійське / південноруське наріччя, у Російській імперії
- русинська мова (офіційно), руська мова (розмовно) в Австро-Угорщині
- угроруська, або карпаторуська мова, в Угорщині[63]
- козача / кубанська мова, або просто балачка, на Кубані
- руська мова (офіційно) в Польщі

У Московії мову документів з українських земель зазвичай називали «литовською» чи «білоруською», лише з часів царя Петра I — «малоросійською».

## Історія

### Давні часи. Формування та установлення мови
Історія української мови починається від праслов'янської мовної єдности (до VI століття н. е.).
Українська мова перейняла від праслов'янської значний лексичний фонд і чимало граматичних (насамперед морфологічних) рис, які в інших слов'янських мовах замінилися новими, а в українській вони склали найдавнішу групу своєрідних мовних особливостей. Значна частина специфічної для української мови фонетичних рис (деякі спільні й для інших сусідніх мов) поступово з'явилися вже після розпаду праслов'янської етномовної спільності (V—VI ст. н. е.), коли на основі населення Київщини, Чернігівщини, Переяславщини, Галичини та Волині почав формуватися український етнос і відповідно — його мова.
Різні вчені по-різному трактують час виокремлення української мови з-поміж інших слов'янських. Історія її походження та становлення до сьогодні є об'єктом гострих суперечок як суто мовознавчого, так і політичного характеру. Розвиткові знань про ранню історію української мови заважали різні чинники. Більшість відомостей про мову розглядали крізь призму чужоземних, передусім російських, концепцій. Існування окремої української мови не було загально визнаним до початку XX століття. У Російській імперії українська мова розглядалась як «малоросійське наріччя» російської мови.
Проте достеменно з'ясовано, що специфічні мовні риси української мови фіксуються уже в перших відомих сьогодні давньоруських пам'ятках XI—XII століття, що походять із Південної Русі. Так у пам'ятках київського, ширше — південноруського походження дослідники фіксують типові риси української мови в Ізборниках Святослава 1073 та 1076 років, «Руській Правді», Лаврентіївському та Іпатіївському літописах, Остромировому Євангелії (1056—1057 років), житіях Феодосія Печерського, Бориса та Гліба, Галицькому Євангелії 1144 року, «Слові о полку Ігоревім», «Слові о законѣ і благодати» Іларіона, Повісті временних літ, Галицько-Волинському літописі та інших.
У цей період сформувалися специфічні українські фонетичні ознаки, відбувся процес занепаду зредукованих; виникли характерні лише для української мови лексеми (оболонь, гай, пуща, яр, полонина, гребля, криниця, жито, зоря, жадати, ховатися та ін.); виявилися втрачені іншими слов'янськими мовами морфологічні особливості (наприклад, збереження закінчення -у в родовому відмінку однини іменників чоловічого роду: роду, меду; закінчення -ові, -еві в іменниках чоловічого роду: богові, домові; форми 3-ї особи однини дієслів І відміни без кінцевого -ть: може, иде)

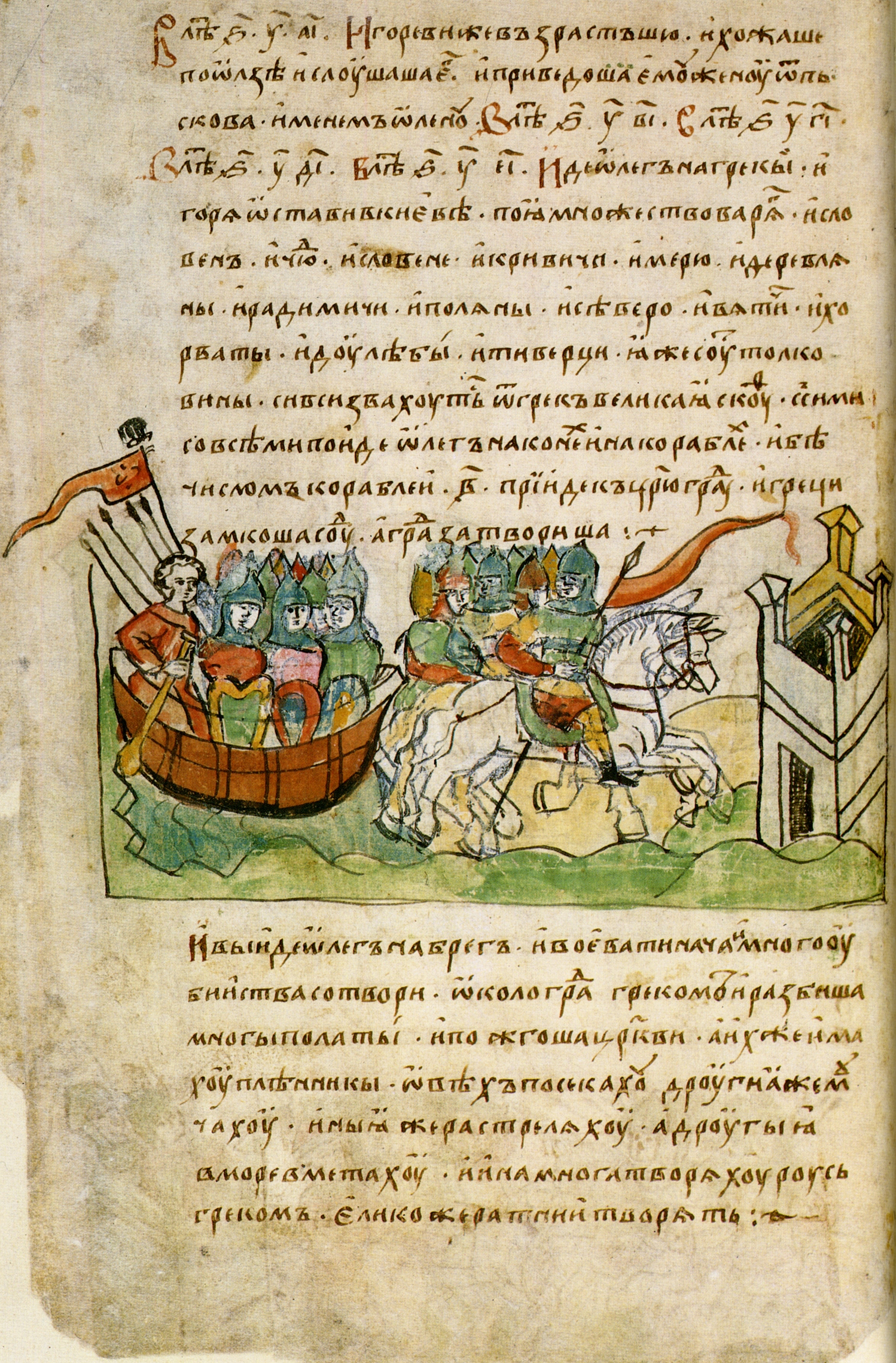
«Повѣсть врємѧнныхъ лѣтъ» (Повість минулих літ), 14-й лист Радзивіллівського літопису (список XV ст.), що змальовує похід Віщого Олега на Царгород. Мова та поетика цієї пам'ятки позначені великим українським (південноруським) впливом

Кінець XII ст. можна умовно визнати часом завершення формування фонетико-фонологічних та інших основних особливостей української мови як самостійної мовної системи й початком нового етапу її історії. Більшість зазначених мовних рис досить широко зафіксовано в найдавніших писемних пам'ятках XI—XIII ст. з Південної Русі й систематично виступають у пізнішій писемності XIV—XV ст. і далі. Цей факт переконливо спростовує ще донедавна офіційну й ідеологічно заангажовану версію походження східнослов'янських мов, згідно з якою вважалося, що після праслов'янської епохи понад 500 років тривав східнослов'янський період з давньоруською народністю й спільною для всіх східних слов'ян давньоруською мовою.
Специфічні мовні риси української мови систематично виявляються і в пам'ятках із цих територій пізніших часів (XIV—XV століття). Український народ сформувався в Україні-Русі, передусім на основі населення Київського, Чернігівського, Переяславського, Галицького і Волинського князівств. Консолідації українського народу, становленню його мови перешкоджала та обставина, що після монгольської навали в XIII столітті його землі входили до складу різних держав. Так, Чернігово-Сіверщина, Поділля і Київщина з Переяславщиною, а також більша частина Волині належали до Великого князівства Литовського з офіційною «руською», тобто староукраїнською мовою; Північна Буковина стала частиною Молдовського князівства — тут теж тривалий час усі державні справи вели «руською» мовою; частину Західної Волині і Галичину захопила Польща, а Закарпаття — Угорщина.
Особливо велике значення для консолідації українського народу та його мови, розвитку його самосвідомості та державності мав Київ. Саме він став могутнім осередком розвитку і поширення української науки, освіти та культури, тут зародилися ідеї народно-визвольної боротьби проти чужоземного гніту. У 2-й половині XVI — 1-й пол. XVII століть українці заселяли в основному Київщину, Чернігівщину, Полтавщину, Брацлавщину (Поділля), Запоріжжя, Волинь, Галичину, Північну Буковину і Закарпатську Русь. У цей час посилюється міграційний рух українців із заходу на схід — південь Київщини, Брацлавщину, Лівобережну Україну, Слобожанщину. Наслідком масових переміщень було змішування переселенців із місцевими етнографічними групами українського населення, формування загальноукраїнських етнічних рис, певна нівеляція діалектних особливостей і утворення загальнонародної української мови.
Найхарактерніші фонетичні, граматичні та лексичні риси української народної мови ввійшли в її першу літературну форму — староукраїнську літературну мову. У ній фіксуються такі написання, як шість замість шесть, відбувається чергування у з в (ужити — вжити, утиск — втиск), уживаються місцеві народні слова (верховина — верхня течія річки, грунь — пагорок, криничина — місцевість, багата на джерела, полонина — гірське пасовище тощо), юридична термінологія (дідич, дідизна, займище, закоп, нащадок, осадити, податок) тощо.
З XV століття в Україну проникають реформаційні ідеї, що сприяє появі перекладів євангельських текстів староукраїнською літературною мовою, яка з однофункціональної (ділової) стає поліфункціональною, що значно розширює її словник і збагачує виражальні можливості. У XVII—XVIII століттях староукраїнську літературну мову широко вживали в науці, художній літературі, вона була об'єктом наукового вивчення, її викладали як предмет.

### Новий і новітній часи
На початку XVIII століття указом російського царя Петра І у Східній Україні було заборонено друкувати українською мовою релігійну літературу. Це позначилося на книговидавничій справі в цілому. Староукраїнська літературна мова силоміць витіснялася російською. Українська мова функціонувала фактично лише на західноукраїнських землях, які перебували в складі Австро-Угорщини.
Твори, написані українською народною мовою, існували і розповсюджувались в Україні з початку XVII ст., задовго до появи «Енеїди» І. Котляревського (Див. Сучасна українська мова). З кінця XVIII століття зароджується нова українська літературна мова на народній основі. Основоположником її став Іван Котляревський. Тарас Шевченко своєю творчістю підніс українську літературну мову до рівня загальнонародної. Традиції Шевченка в розвитку української літературної мови провадили далі у своїй творчості Пантелеймон Куліш, І. Я. Франко, Леся Українка, Панас Мирний, М. М. Коцюбинський та інші письменники. У 60—80-х роках XIX століття розвиток української літературної мови гальмувався царськими заборонами (Валуєвський циркуляр 1863 року, Емський указ 1876 року).
З початку XX століття українська літературна мова була представлена не тільки у художній, а й у науковій та публіцистичній літературі. Особливо бурхливо вона розвивається під час відновлення української державности і практично до кінця 1-ї третини XX століття, відколи набуває статусу єдиної державної мови, натомість вживання російської було заборонено. Вона входить у всі сфери суспільного буття, ставши знаряддям освіти, науки й культури. З її допомогою виросла нова українська інтелігенція. І хоч у роки більшовицьких репресій робилося усе, щоб загальмувати процес розвитку української мови, однак знищити мову, укорінену в системі освіти й культури, засобах масової інформації, було вже неможливо. Новий наступ на неї здійснено в часи застою: вона почала зникати з навчальних закладів, науки, інших сфер суспільного життя.
1989 року завдяки зусиллям патріотичної української громадськості Верховна Рада республіки прийняла Закон УРСР «Про мови в Українській РСР», який надав українській мові статус державної. Цей статус закріплено в Конституції України 1996 року.

## Поширеність

### Географія поширення

Українська мова у світі. Червоний: декілька мільйонів; рожевий: декілька тисяч

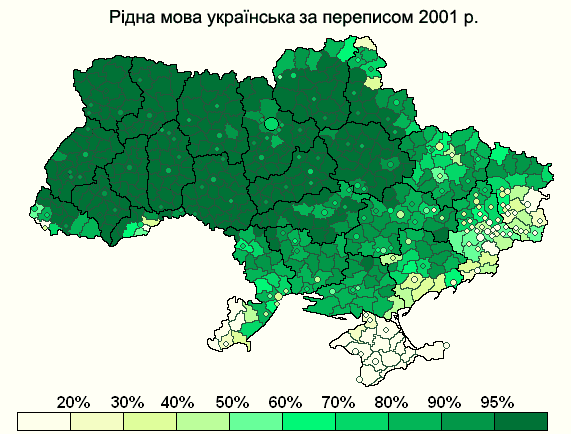
Українська як рідна мова за переписом 2001 р.

Українська мова як рідна в Україні за областями згідно з переписом 2001 р.

Географічно територія поширення української мови розташована між ареалом поширення російської мови на північному сході (пізніше також і на сході), білоруської на півночі, польської та словацької на заході, болгарської на південному заході. З-поміж неслов'янських мов українська приблизно від 895 р. межує на заході з угорською, що належить до фіно-угорської сім'ї; на південному заході з румунською та її молдовськими говірками (романська група), які принаймні від XIII ст. розірвали безпосередній контакт між українською та болгарською мовами; до 1945 р. та від початку 90-х рр. XX ст. також із кримськотатарською мовою, що належить до тюркської сім'ї.
Раніше контакти української мови з тюркськими були міцніші й різноманітніші: печеніги (Х—XI ст.), половці (XI—XIII ст.) і татари (від XIII ст.) межували з нею на сході та південному сході, а іноді проникали й углиб української території, призводячи до мовної котериторіальності; турки межували з українськими землями на півдні (особливо в XVII—XVIII ст.).
Інші важливі мови, що набули статусу котериторіальних, — це їдиш (з XV ст.) та — серед слов'янських — польська (особливо в XVI—XVIII ст., а в Західній Україні до 1945 р.) і російська (її вплив посилюється з XVIII ст.). В окремих регіонах українська мова мала тісні контакти також із румунською (Буковина, Північна Бессарабія, Буджак, Придністров'я), угорською (Закарпаття), словацькою (Пряшівщина у Словаччині) та білоруською (Берестейщина, Пінщина, Стародубщина, Чернігівщина) мовами. Контакти з німецькими, вірменськими, сербськими та ін. колоністами були обмежені у часі та територіально.

### Кількість носіїв

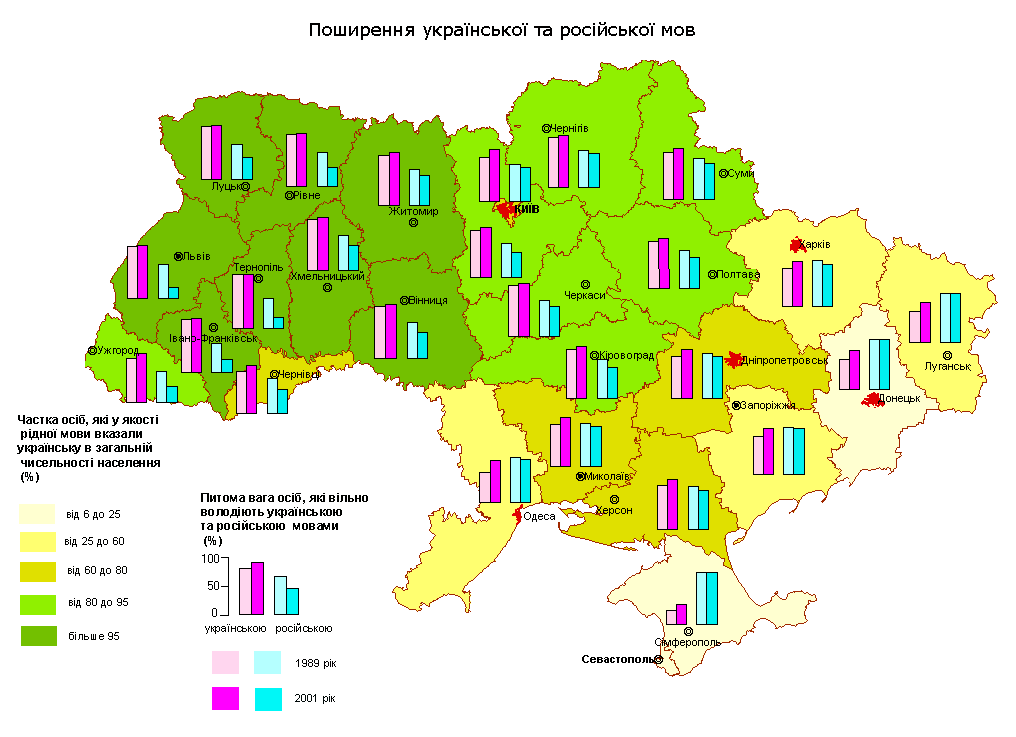
Вільне володіння українською (фіолетовий колір) та російською (блакитний колір) 1998 та 2001 року

Українська мова є рідною мовою для переважної кількості українців, які проживають на території України (за переписом 2001 р. рідною її вважали 32,6 млн осіб — 67,5 % населення України, та 85,2 % етнічних українців) та поза межами України: у Російській Федерації (там нею володіє 1,8 млн осіб), Молдові (без врахування Придністров'я українська є рідною для 181 тис. осіб, мовою щоденного спілкування українська є для 130 тис. осіб), Канаді (володіє 174 тис. осіб), США (129 тис. мовців), Казахстані (говорять українською 128 тис. осіб, однак володіють більшою чи меншою мірою до 732 тис. осіб), Білорусі (рідною називає 116 тис. осіб), Румунії (57 тис. мовців), Польщі (23 тис. осіб, що постійно проживає на території Польщі та від 20 до 450 тис. осіб із числа трудових мігрантів), Бразилії (щонайменше 17 тис. мовців), Словаччині (11 тис. осіб, які назвали свою мову українською та 24 тис. осіб, які назвали своєю мовою «русинську») та інших країнах.
Українська мова посідає за кількістю її носіїв, відповідно до різних джерел, 25 або 22-ге місце у світі. Вона є також третьою або другою за поширеністю серед слов'янських мов. За різними оцінками загалом у світі українською мовою говорить від 41 млн до 45 млн осіб, вона входить до другого десятка найпоширеніших мов світу. В Україні близько 31 мільйона осіб може спілкуватися українською мовою. Після 2014 року ця цифра поступово зростає.
Річний наклад журналів та інших періодичних видань випущених в Україні українською мовою 2018 року, становив 81 % від загальної кількості, тоді як ще 1995 р. складав 70 % (для російськомовних видань ці цифри навпаки зменшилися з 18 % до 13 %). Станом на 2021 рік, загальний випуск книжкової продукції в Україні (в тисячах примірників), зменшився приблизно в 9 разів порівняно з 2018 роком. Загалом, на книжковому ринку України переважають російськомовні видання, оскільки за даними Української асоціації книговидавців та книгорозповсюджувачів, більшість книжок, що їх реалізують в Україні, вийшли друком у Російській Федерації.
На наявну викривленість мовної ситуації в Україні вказує співвідношення носіїв української та російської мов, що не відповідає взаємовідношенню етнічних українців і росіян на її теренах. За даними Всеукраїнського перепису населення 2001 року українці становили 77,8 % населення України, тоді як українську мову визнало рідною лише 67,5 %.
Як показало всеукраїнське опитування Інституту соціології НАН України, 2005 року:
- українську мову вважали рідною 64,3 % населення;
- російську 34,4 %;
- іншу — 1,5 %.

Мовою спілкування дорослого населення в родинній сфері були:
- переважно українська — 41,8 %;
- переважно російська — 36,4 %;
- обидві мови (залежно від обставин) — 21,6 %.

Станом на кінець 2020 року, українську мову вважали рідною вже 73 %, спілкуються вдома переважно українською 53 %, російською — 29 % громадян України.
8 листопада 2021 року оприлюднено результати соцопитування: 78 % українців вважають своєю рідною мовою українську, а 18 % — російську, за даними Фонду «Демократичні ініціативи» імені Ілька Кучеріва спільно з соціологічною службою Центру Разумкова. Загальнонаціональне опитування проведене з 29 липня по 4 серпня 2021 року в усіх регіонах України за винятком Автономної Республіки Крим та окупованих територій Донецької та Луганської областей.

### Українська мова в Інтернеті

Частка запитів до пошукової системи «Yandex» українською мовою, осінь 2010 р.

За даними пошукової системи «Yandex», восени 2010 р. найбільша частка запитів українською мовою у цій системі була в Тернопільській області — 33 %, найменша — у Криму — 3,7 %. Щоправда, російськомовними вважались також і ті запити, які подібно писалися що українською, що російською мовами.
У 2010 році кількість блогерів, які пишуть українською мовою, склало 8 % (у 2009 році — 7 %). Українську мову використовують 23 тис. користувачів мікроблогінгу (29 % від загальної кількості, на початку 2010 р. україномовних твіттер-користувачів було 27 %), винятково українською мовою у твіттері спілкується 10 тис. користувачів (12,5 %, у 2009 р. — 7 %).
Існує декілька пошуковиків з україномовним інтерфейсом: Google, Yandex, Bing (від «Microsoft»), META та Uaport.net. 20 березня 2012 року користувачам мікроблогінгового сервісу Twitter стала доступна бета-версія україномовного інтерфейсу.
Українська також є однією з доступних мов у сервісі нейронного машинного перекладу DeepL.
Згідно з даними ресурсу w3techs.com, станом на 5 квітня 2021 р. українська мова посідає 16-те місце у світі за використанням в Інтернеті й демонструє швидкий ріст популярності.
Станом на 16 червня 2025 року сайт платформи «Маніфест» містить понад 13 тисяч українськомовних Ютуб-каналів.
Станом на 16 червня 2025 року сайт «КУЛІ» (Каталог української локалізації ігор) містить інформацію про 2909 офіційних, 64 напівофіційних та 752 неофіційні українські локалізації відеоігор.
За даними дослідження Центру контент-аналізу, проведеного в період із 15 серпня до 15 вересня 2024 року, темою якого стало співвідношення української та російської мов в українському сегменті Інтернету, після початку повномасштабного російського вторгнення в Україну в 2022 році використання української мови значно зросло, і вона помітно домінує над російською майже в усіх найпопулярніших в Україні соціальних мережах. Однак якщо взяти до уваги заблоковані в Україні російські соціальні мережі, а також тимчасово окуповані Росією території України (зокрема й ті, що окуповані з 2014 року), то українською мовою писалося 56 % повідомлень, тоді як російською — 44 % повідомлень. В українському сегменті Інстаграму українською мовою писалося 87 % повідомлень; Твіттер (X) і Фейсбук за цим показником сягнули 83 % і 79 %, відповідно. Українська практично зрівнялася з російською за використанням в українському сегменті Ютубу (50 %), при цьому трохи поступаючись російській у ТікТоці (46 %). Найменша частка написаних українською повідомлень була в російських соцмережах: у ВКонтакті (4 %) і в Однокласниках (1 %). Українська мова абсолютно переважає серед користувачів соцмереж у більшості регіонів України: в Івано-Франківській (де нею писали 96,2 % від усіх повідомлень), Тернопільській (94,6 %), Львівській (93,9 %), Рівненській (93,0 %), Волинській (89,5 %), Хмельницькій (88,8 %), Київській (87,2 %), Закарпатській (86,8 %), Чернівецькій (86,1 %), Черкаській (84,3 %), Житомирській (84,0 %), Вінницькій (82,6 %), Кіровоградській (80,4 %), Чернігівській (76,2 %), Полтавській (76,0 %), Сумській (75,0 %), Дніпропетровській (65,0 %), Миколаївській (63,8 %), Харківській (60,3 %), Херсонській (55,7 %) та Запорізькій (53,0 %) областях і місті Києві (68,0 %). Також українською була написана меншість повідомлень в Одеській (43,4 %), Донецькій (8,5 %) і Луганській (3,7 %) областях, місті Севастополь (2,8 %) та Автономній Республіці Крим (1,2 %).

### Діалекти

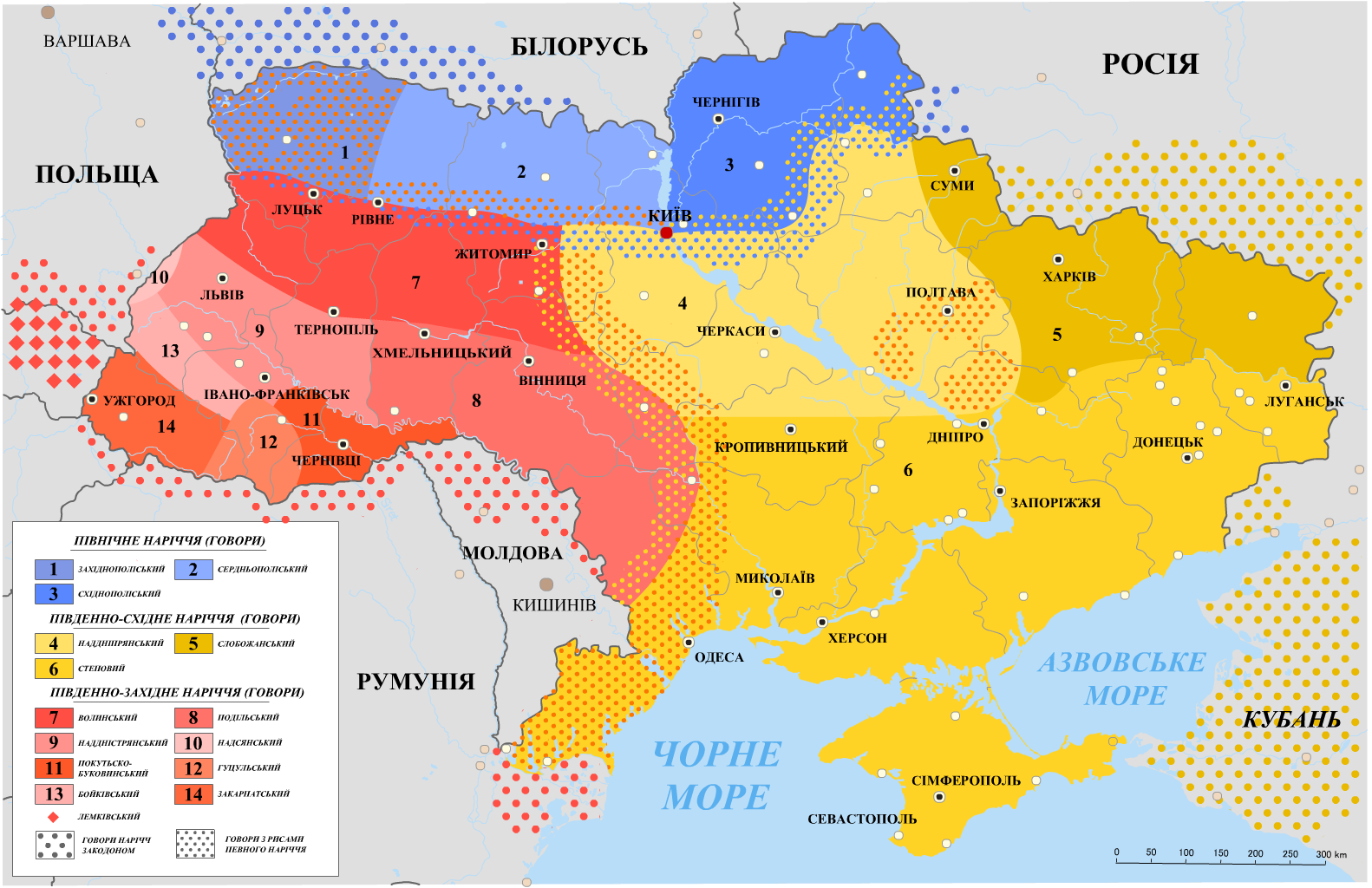
Діалекти та групи діалектів української мови.
ПІВНІЧНЕ НАРІЧЧЯ (говори)
Західнополіський говір (1)
Середньополіський говір (2)
Східнополіський говір (3)
ПІВДЕННО-СХІДНЕ НАРІЧЧЯ (говори)
Середньонаддніпрянський говір (4)
Слобожанський говір (5)
Степовий говір (6)
ПІВДЕННО-ЗАХІДНЕ НАРІЧЧЯ (говори)
Волинський говір (7)
Подільський говір (8)
Наддністрянський говір (9)
Надсянський говір (10)
Покутсько-буковинський говір (11)
Гуцульський говір (12)
Бойківський говір (13)
Закарпатський говір (14)
♦ Лемківський говір

Сучасна українська мова має три наріччя:
- північне (поліське) наріччя побутує на терені Чернігівської, Житомирської, Рівненської, Волинської, північних частин Київської та Сумської областей. До північного наріччя належать східнополіський, середньополіський і західнополіський говори[133]. На півночі наріччя межує з перехідними українсько-білоруськими говірками Берестейщини і Пінщини[134].
- південно-західне наріччя поширене на території Закарпатської, Івано-Франківської, Львівської, Чернівецької, Хмельницької, Вінницької, Тернопільської, північно-західних частин Кіровоградської та Одеської областей, південно-західної частини Київської області, південної частини Житомирської області, західної частини Черкаської та північної частини Миколаївської областей. До південно-західного наріччя належать волинський, подільський, наддністрянський, надсянський, покутсько-буковинський, гуцульський, бойківський, закарпатський говори[135].
- південно-східне наріччя охоплює Полтавську, Харківську, Луганську, Донецьку, Запорізьку, Дніпропетровську, Херсонську області, Крим, південно-східні частини Київської, Сумської, Кіровоградської, Одеської, східну частину Черкаської та південну частину Миколаївської областей. До цього наріччя належать середньонаддніпрянський, степовий та слобожанський говори[136]. Говірки Середньої Наддніпрянщини лягли в основу сучасної української літературної мови[* 9].

Три наріччя української мови виділялися не завжди. За давньоруської доби на території сучасної України населення утворювало дві етнічно-мовні групи — північно-східну і південно-західну — і відповідно виділялися північно-східне і південно-західне наріччя. У протиставленні давніх північно-східного і південно-західного наріч, очевидно, до певної міри відображається ще племінний поділ південної частини східних слов'ян. Давні східнослов'янські племена або союзи племен відрізнялися певними мовними рисами, що кожне плем'я (союз племен) мало свій говір як особливу мовну систему. На думку М. Ф. Наконечного, є підстави давні північно-східні говори співвідносити з полянами, деревлянами, сіверянами і північними волинянами, південно-західні — з південними волинянами, уличами, тиверцями і білими хорватами. На думку О. О. Шахматова, прямих нащадків полян, деревлян і сіверян можна визнати в населенні північної Київщини і Волині, південних районів Чернігівщини і північних Полтавщини. К. П. Михальчук уважав, що давні північно-східні говори співвідносяться з полянами і деревлянами; сіверяни і дреговичі, на його думку, належали до перехідного типу між північноруськими і південноруськими племенами. З південно-західною групою співвідносяться дуліби (на Волині) і хорвати (в Галичині). Уличі й тиверці (на Поділлі) були перехідною ланкою між північно-східною і південно-західною групами.
Давнім північно-східним говорам відповідає сучасне північне наріччя української мови, прямим відповідником давнього південно-західного наріччя є сучасні південно-західні говори. На таку співвідносність між давніми і сучасними наріччями вказують архаїчні, співвідносні з давньоруською добою фонетичні риси. Південно-східне наріччя виникло порівняно пізно внаслідок складного історичного процесу взаємодії первісних північно-східного і південно-західного наріч. Усі північні й більшість південно-західних говорів є старожитніми. Північне і південно-західне наріччя характеризуються діалектною розчленованістю, що зумовлена різними чинниками: відбиттям певною мірою мови давніх племен, стабільністю меж колишніх феодальних і державно-адміністративних утворень, поміркованою інтенсивністю міграції населення. Південно-східне і південно-західне наріччя співвідносні в плані взаємодії з новою літературною мовою в процесі її становлення: південно-східне наріччя лягло в основу нової загальноукраїнської літературної мови, південно-західні говори були основою західноукраїнського різновиду літературної мови, що існував у XIX і на початку XX ст.
У середовищі кобзарів та лірників утворилося українське професійне арґо — лебійська мова.

### Суржик

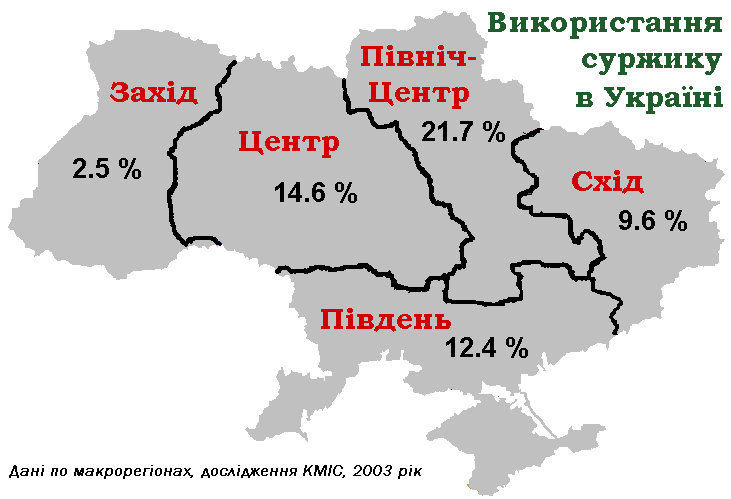
Використання суржику в регіонах України за даними Київського міжнародного інституту соціології, 2003 р.

Суржиком називають ненормативне мовлення українців, що увібрало в себе елементи російської мови — насамперед лексичні та меншою мірою морфологічні (фонетика та граматика залишаються українськими).
Це явище виникло наприкінці XVII — на початку XVIII століть, коли асиміляційна політика Російської імперії перервала розвиток староукраїнської писемної традиції на території Наддніпрянщини. Термін «суржик» на позначення мовного явища почали використовувати в першій чверті XX століття. Ймовірно, цей термін походить із народної мови, де в прямому значенні позначав суміш різних видів зерна, а в переносному — людину змішаного походження.
В Україні суржик є варіативним і позасистемним: одна людина може вживати в одному реченні і українське слово, і його російський відповідник. Поза Україною суржик може унормуватися і перейти у статус українського діалекту (прикладом є кубанська балачка).
Фактично суржик є «низьким стилем» у сучасній українській мові в Україні. При цьому його дуже важко описати через велику регіональну та індивідуальну варіативність. Попри спільні риси на індивідуальному рівні суржикомовці вживають різну кількість русизмів, ступінь морфологічного спотворення російських лексем також є різною. Поширеність суржику залежить від мовної освіченості.

## Статус
До 1990-х років українська мова орієнтовно 376 років перебувала під забороною чи під утисками, піддавалася репресіям або не мала повноправного державного статусу в тих країнах, до складу яких входили українські землі.
Українська мова мала державний статус в Українській Народній Республіці від 24 березня 1918 року (Закон «Про державну мову»), а також з 15 лютого 1919 року окремо була затверджена в цьому статусі в Західній області Української Народної Республіки (Закон «Про уживання української мови у внутрішнім і зовнішнім урядуванні державних влад й урядів, публічних інституцій і державних підприємств у Західній області Української Народної Республіки»), була державною в Карпатській Україні (Конституційний Закон ч. 1 § 4). У новітні часи в Україні державний статус українська має від 27 жовтня 1989 року, коли було внесено відповідні зміни до Конституції УРСР.

### Україна
Відповідно до статті 10 (Розділ І — «Загальні засади») Конституції України, українська мова є єдиною державною мовою України.
|  | Стаття 10. Державною мовою в Україні є українська мова. Держава забезпечує всебічний розвиток і функціонування української мови в усіх сферах суспільного життя на всій території України. В Україні гарантується вільний розвиток, використання і захист російської, інших мов національних меншин України. Держава сприяє вивченню мов міжнародного спілкування. Застосування мов в Україні гарантується Конституцією України та визначається законом. |

Окрім того, ще шість статей Основного закону України — 11, 12, 92, 103, 127 та 148 — теж певною мірою стосуються функціонування української та інших мов в Україні та мовних потреб українців, що мешкають поза межами України.
Сферу вживання української мови також окреслює рішення Конституційного Суду України від 14 грудня 1999 року про офіційне тлумачення положень статті 10 Конституції України щодо застосування державної мови органами державної влади, органами місцевого самоврядування та використання її у навчальному процесі в навчальних закладах України.
У 2018 р. Указ Президента України № 156/2018 передбачає заходи щодо зміцнення державного статусу української мови та сприяння створенню єдиного культурного простору України.
Педагогам, які навчають за кордоном українською, оплатять проїзд і страховку. 3 квітня 2019 року Уряд затвердив Порядок направлення педагогічних працівників для роботи у закладах загальної середньої освіти за кордоном, у яких предмети викладаються українською мовою.

### Придністров'я
Придністров'я де-факто контролюється самопроголошеною Придністровською Молдавською Республікою, згідно з конституцією якої українська мова є однією з трьох офіційних мов на рівні з російською і молдовською.
Міжнародне товариство де-юре визнає територію Придністров'я «Автономним територіальним утворенням з особливим правовим статусом» Республіки Молдова. Згідно з законом Республіки Молдова: «Про основні положення правового статусу населених пунктів лівобережжя Дністра (Придністров'я)» українська мова є однією з трьох офіційних мов.
1994 року було створено кафедру української філології у Придністровському університеті ім. Шевченка.
Станом на 2017 рік на території, контрольованій ПМР, діяло три школи з українською мовою викладання (2 % шкіл цієї території).
Згідно з дослідженнями Інституту демократії імені Пилипа Орлика проведеного у 2010—2011 роки в Придністров'ї відбувається русифікація українського населення. Так українці складають 29 % населяння ПМР, але єдина україномовна газета «Гомін» видається мізерним накладом, а інформаційна програма на місцевому телебаченні «Промінь» виходить в ефір лише тричі на тиждень.

### Сербія
Загалом на території Сербії офіційне вживання української мови регулюється «Європейською хартією регіональних мов»[недоступне посилання з 07.10.2021]. Окрім того, у Воєводині, згідно зі статтею 26 Уставу Автономного краю Воєводина, однією із шести офіційних мов є русинська — група діалектів, ставлення мовознавців до якої різниться: одні вважають її окремою мовою, у той час як інші — діалектами української мови.

### США
У Сполучених Штатах Америки в окрузі Кук штату Іллінойс українська мова, як одна з 22 найбільш вживаних мов у цьому окрузі, використовується у програмі з інформування населення регіону про податкову політику влади.

### Ватикан, Святий Престол та Католицька Церква
Українська мова є однією з 39 мов радіомовлення Радіо Ватикану.
Відповідно до першого пункту „Рішень і постанов схвалених Синодом Єпископів Української Греко-Католицької Церкви, що відбувся в Римі в днях із 24 вересня до 8 жовтня 1989 р. Б.“ Українська греко-католицька церква у своєму богослужінні використовує українську мову, хоча її офіційною літургічною мовою є церковнослов'янська.
|  | РІШЕННЯ І ПОСТАНОВИ схвалені Синодом Єпископів Української Греко-Католицької Церкви, що відбувся в Римі в днях з 24 вересня до 8 жовтня 1989 р. Б. 1. Синод стверджує, що офіційною літургічною мовою в УГКЦ є церковно-слов'янська мова. По Другому Ватиканському Соборі існує тенденція в богослужіннях уживати більш зрозумілу вірними живу народну мову. Синод схвалює практику в наших богослужіннях уживати живу українську мову (чи мови країн нашого поселення) там, де є така потреба, для кращої євангелизації наших вірних, а особливо молодих поколінь. |

### Інші країни
Поза Україною та Придністров'ям статус української регулює „Європейська хартія регіональних мов“, зокрема в Польщі, Румунії, Хорватії, Словаччині, Сербії, Боснії і Герцоговині.
Так, у Румунії статус української мови регулюється „Європейською хартією регіональних мов“ та Рішенням Парламенту Румунії № 1206 від 27 листопада 2001 року для затвердження „Правил здійснення положень, що стосуються права громадян, які належать до національних меншин, використовувати свою рідну мову в місцевій адміністрації, що містяться в Законі № 215/2001“, яким надано право офіційно використовувати українську мову в адміністративних одиницях де кількість українців становить 20 % або більше від загальної кількості населення.
У Словаччині статус української мови регулюється „Європейською хартією регіональних мов“ та Законом від 10 липня 1999 року „Про використання мов національних меншин“ (Постанова № 184/1999 Z.z.), яким надано право офіційно використовувати українську мову у адміністративних одиницях, де кількість українців становить 15 % (до поправок 2011 року — 20 %) або більше від загальної кількості населення.
На інших історичних українських територіях, які перебувають поза кордонами України (Берестейщина в Білорусі, Східна Слобожанщина та Кубань у Росії) українська мова не має певного статусу.

### Православні церкви
З 1919 року українська мова на рівні з церковнослов'янською є мовою богослужінь в Українській автокефальній православній церкві.
Згідно зі статтею 14 розділу II „Помісний Собор“ Статуту про управління Української православної церкви Київського патріархату її офіційною мовою собору і ведення протоколів була українська мова. Також українська використовувалася як мова богослужінь (літургії), навчання, проповідей, богословської та церковної літератури.
Українська мова використовується для проведення богослужінь у деяких парафіях Української православної церкви, що входить до складу Російської православної церкви на правах самоврядної церкви з правами широкої автономії.
16 квітня 2023 року, під час Великоднього богослужіння Православної церкви України в Успенському соборі Києво-Печерської лаври, вперше за 300 років молитва пролунала українською мовою. Очолив літургію виконувач обов'язків намісника Києво-Печерської лаври архімандрит Авраамій.
Також українська мова на рівні з англійською використовується в Українській православній церкві Канади, яка є самоврядною церквою в складі Константинопольської православної церкви.
В українських громадах Польської православної церкви українська мова вживається в читанні Святого Письма і в проповіді, причому в лемків деякі слова вимовляються відповідно до їх місцевої говірки.

### Поширення вивчення мови
Понад 1 мільйон 300 тисяч людей з усього світу вирішили вивчати українську мову після початку повномасштабної війни Росії проти України — це дані компанії Duolingo, що випускає програму для вивчення мов. Цікавість до української мови залишається стабільно високою уже понад 9 місяців, вказують у компанії.
Станом на липень 2024 року вже близько 20 американських університетів мають курси української мови, і зацікавленість до її вивчення у США зростає. Також українська мова внесена до стратегічного переліку мов Міністерства оборони США.
Відповідно до результатів опитування, проведеного соціологічною групою „Рейтинг“ 17—18 серпня 2022 року, кількість осіб, хто частіше розмовляє українською вдома, зросла до 51 % (у квітні 2022 року цей показник складав 48 %), третина — двома мовами, 13 % — російською. Понад половини мешканців півдня і сходу двомовні, близько чверті — російськомовні. Використання російської у побуті зменшилося приблизно вдвічі.

### Іномовлення
Українська мова використовується в мовленні низкою міжнародних державних телеканалів, серед них:
- Закарпатська обласна державна телерадіокомпанія «Тиса-1» — український державний телеканал, заснований у 1968 році (веде мовлення українською мовою з моменту створення). Станом на 2013 рік веде мовлення цілодобово, супутникове мовлення покриває територію Європи, Північної Африки, України, значної частини Росії від Атлантики до Байконура, від Норвегії до Ізраїлю. Мовлення ведеться через супутник Astra 4A (4.8E) (частота приймання — 12671; поляризація — H; SR — 3300; FEC — 3/4), кабельні мережі та on-line через різні інтернет-сайти. Офіційний сайт: www.tysa1.tv[173]
- Голос Америки — американський державний телеканал, веде мовлення українською мовою з 1993 року. Станом на 2013 рік транслює понад три години телепрограм українською мовою на тиждень. Веде трансляцію своїх програм через інші телеканали. Офіційний сайт: ukrainian.voanews.com[174]
- УТР (Державна телерадіокомпанія Всесвітня служба „Українське телебачення і радіомовлення“) — український державний телеканал, заснований у 2003 році (веде мовлення українською мовою з моменту створення). Станом на 2013 рік веде мовлення цілодобово на Євразію, Північну Америку та on-line. Мовлення ведеться через супутники Hellas Sat 2 (39E) (частота приймання — 11502 МГц; поляризація — H; символьна швидкість — 13 330 Мсимвол/с; FEC — 7/8), INTELSAT 3R (43,1W) (промінь — North Amerika; частота приймання — 12050 МГц; транспондер — № 12; символьна швидкість — 23 700 Мсимвол/с; FEC — 3/4), кабельні мережі та інтернет (пряма on-line трансляція — https://web.archive.org/web/20120624011232/http://utr.gtns.net.ua/). Офіційний сайт: www.utr.tv[175]
- Euronews — телеканал Європейської мовної спілки, веде мовлення українською мовою з 2009 року (повноцінне мовлення з 2011 року)[176]. Станом на 2013 рік веде мовлення цілодобово на весь світ. Мовлення ведеться через супутник Astra 1 M (19,2 E) (частота приймання — 12 226; транспондер — 91; поляризація — H; символьна швидкість — 27500; FEC — 3/4; стандарт — MPEG-2/DVB) та через кабельні мережі[177]. Офіційний сайт: ua.euronews.com
- Перший Український — український державний телеканал, заснований у 2012 році (веде мовлення українською мовою з моменту створення). Станом на 2013 рік веде мовлення цілодобово, супутникове мовлення покриває територію від східних провінцій Іспанії до європейської частини Російської Федерації включно. Мовлення ведеться через супутник Amos 2 (4° W) (частота приймання — 10.806 ГГц; поляризація — H; SR — 30000, FEC — 3/4; стандарт — DVB-S/MPEG-2; ID — Pershy Ukraine; провайдер — Spacecom; кодування — немає). Офіційний сайт: www.firstua.com/uk/[178]

Також українською ведуть своє мовлення такі приватні міжнародні телеканали:
- Міжнародний Слов'янський Канал
- Інтер+
- 1+1 International

Українською мовою веде радіомовлення низка державних міжнародних радіостанцій, серед яких:
- Радіо Ватикан — державне радіо Ватикану, веде радіомовлення українською мовою з 1939 року. Радіомовлення ведеться на коротких хвилях та інтернет. Станом на 2013 рік виходять дві 19-хвилинні передачі на добу щоденно (у неділі та свята також півгодинна літургія). Офіційний сайт: uk.radiovaticana.va[179][180]
- Всесвітня служба Радіо Румунія — державне радіо Румунії, веде радіомовлення українською мовою з 1941 року (регулярні передачі з 1994 року). Радіомовлення ведеться на коротких хвилях. Станом на 2013 рік виходить три півгодинні передачі на добу щоденно. Офіційний сайт: www.rri.ro/index2.shtml?lang=12[179][181]
- Радіо Придністров'я — державне радіо невизнаної Придністровської Молдавської Республіки, створене у 1991 році (веде мовлення українською мовою з моменту створення). Радіомовлення ведеться через інтернет. Станом на 2013 рік радіомовлення ведеться 18 годин на добу щоденно. Офіційний сайт: www.radiopmr.org (російською мовою, українською тільки розділ „Новини“)[182]
- Polskie Radio dla Zagranicy — державне радіо Польщі, веде радіомовлення українською мовою з 1992 року. Радіомовлення ведеться через інші радіостанції, супутник HotBird 6, супутникову цифрову платформу Cyfra+ та інтернет. Станом на 2013 рік виходять дві передачі (по 10 хвилин та пів години) на добу щоденно. Офіційний сайт: www.polradio.pl/5[179][183]
- Голос Росії — державне радіо Росії, вело радіомовлення українською мовою з 2003 року до 2014 (програма „Моя Україна“ Національного Радіо України, власне мовлення з 2009 року). У основному ефірі транслюється україномовна передача „Моя Україна“, через інтернет — „Новини“, „Сьогодні у світі“ та „Огляд преси“[179][180].
- Міжнародне радіо Китаю — державне радіо Китайської Народної Республіки, україномовний сайт було запущено у 2008 році. Час від часу з'являються випуски інтернет-радіопрограм. Офіційний сайт: ukrainian.cri.cn[180]

Також українською мовою ведуть міжнародне радіомовлення і приватні радіостанції, а саме:
- Радіо «Свобода»
- ТрансСвітове Радіо — Україна
- Голос Біблії
- Радіо Теос
- Адвентистське Всесвітнє Радіо — Голос Надії

## Фонетика
Українська мова має 38 фонем:
- 6 голосних: [ɑ] — а, [ɛ] — е, [i] — і, [u] — у, [ɔ] — о, [ɪ] — и;
- 32 основні приголосні: [m] — м, [n] — н, [nʲ] — нь, [b] — б, [d] — д, [d͡z] — дз, [d͡zʲ] — дзь, [d͡ʒ] — дж, [dʲ] — дь, [ɡ] — ґ, [p] — п, [t] — т, [t͡s] — ц, [t͡sʲ] — ць, [t͡ʃ] — ч, [tʲ] — ть, [k] — к, [w] — в, [j] — й, [ɦ] — г, [z] — з, [zʲ] — зь, [ʒ] — ж, [f] — ф, [s] — с, [sʲ] — сь, [ʃ] — ш, [x] — х, [l] — л, [lʲ] — ль, [rʲ] — рь, [r] — р, 10 подвоєних приголосних: [ɲː] — пом'якшена нн, [ɟː] — пом'якшена дд, [cː] — пом'якшена тт, [ʎː] — пом'якшена лл, [t͡sʲː] — пом'якшена цц, [zʲː] — пом'якшена зз, [sʲː] — пом'якшена сс, [t͡ʃʲː] — пом'якшена чч, [ʒʲː] — пом'якшена жж, [ʃʲː] — пом'якшена шш.

### Голосні звуки

Діаграма основних проявів українських голосних та їх алофонів. Більшими точками та шрифтом позначені основні прояви (коли вони під наголосом та не йдуть за м'якими приголосними). Червоні лінії пов'язують основний прояв із нескладотворчим алофоном, сині лінії пов'язують основний прояв із ненаголошеними алофонами, а зелені пов'язують прояви не після м'яких приголосних із проявами після м'яких приголосних.

Голосних звуків є шість ([ɑ] — a, [ɛ] — e, [i] — i, [u] — y, [ɔ] — o, [ɪ] — и), окрім того, є напівголосний [j] — й (за іншою класифікацією це щілинний сонорний середньоязиковий твердопіднебінний м'який приголосний).
| На письмі | Опис                                              | МФА                        | МФА               | МФА               | МФА                     |
| На письмі | Опис                                              | основний                   | ненаг.            | після м'яких      | ненаг. п. м'яких        |
| --------- | ------------------------------------------------- | -------------------------- | ----------------- | ----------------- | ----------------------- |
| і ї       | Неогублений передній високий                      | /i/ (і) [ı̽] (іи)* [ɪ] (и)* | [i] (і)           | [i] (і) [ı̽] (іи)* | [i] (і) [ı̽] (іи)*       |
| и         | Неогублений ненапружений передній високо-середній | /ɪ/ (и)                    | [ɪ̞] (ие) [ɛ̝] (еи) | —                 | —                       |
| е є       | Неогублений передній низько-середній              | /ɛ/ (е)                    | [ɛ̝] (еи) [ɪ̞] (ие) | [ɛ]               | [e]                     |
| а я       | Неогублений задній низький                        | /ɑ/ (а)                    | [ɑ̽] (а)           | [ɑ̈] (а̇, ӓ)        | [ɐ] (а̇, ӓ)              |
| о         | Огублений задній низько-середній                  | /ɔ/ (о)                    | [ɔ̝] (о) [o] (оу)  | [ɔ̈] (о̇, ӧ)        | [ɔ̽] (о̇, ӧ) [ö] (о̇у, ӧу) |
| у ю       | Огублений задній високий                          | /u/ (у)                    | [u] (у)           | [ʊ] (у̇, ӱ)        | [ʊ] (у̇, ӱ)              |

Українські голосні — повного творення. Вони вимовляються чітко й виразно як у наголошеній позиції, так і в ненаголошеній, але в ненаголошеній позиції вимовляються приблизно вдвічі коротше, і, як наслідок, якісніше, що найпомітніше для голосних із дуже подібними артикуляційними параметрами. Проте в українській мові немає коротких зредукованих голосних, ненаголошені голосні, так само як і наголошені є звуками повного творення.
Поєднання й з голосною подають однією літерою (я, є, ї, ю). Двома літерами пишуть „йо“, а також (тільки в окремих діалектах) „йи“.

### Приголосні звуки
|              |              | Губні                  | Губні            | Передньоязикові  | Передньоязикові   | Передньоязикові    | Передньоязикові   | Середньоязикові | Середньоязикові | Гортанний |
| Губно- губні | Губно- зубні | Зубні апіко-ламінальні | Зубні ламінальні | Зубні ламінальні | Піднебінно-ясенні | Твердо- піднебінні | М'яко- піднебінні |                 |                 | Гортанний |
| Губно- губні | Губно- зубні | тверді                 | тверді           | пом'якшені       | Піднебінно-ясенні | м'які              | М'яко- піднебінні |                 |                 | Гортанний |
| ------------ | ------------ | ---------------------- | ---------------- | ---------------- | ----------------- | ------------------ | ----------------- | --------------- | --------------- | --------- |
| Носові       | Сонорні      | /m/ (м)                |                  | /n/ (н)          |                   |                    |                   | /nʲ/ (н')       |                 |           |
| Проривні     | Дзвінкі      | /b/ (б)                |                  | /d/ (д)          | /d͡z/ (д͡з)         | /d͡zʲ/ (д͡з')        | /d͡ʒ/ (д͡ж)         | /dʲ/ (д')       | /ɡ/ (ґ)         |           |
| Проривні     | Глухі        | /p/ (п)                |                  | /t/ (т)          | /t͡s/ (ц)          | /t͡sʲ/ (ц')         | /t͡ʃ/ (ч)          | /tʲ/ (т')       | /k/ (к)         |           |
| Фрикативні   | Сонорні      | /w/ (в)                |                  |                  |                   |                    |                   | /j/ (й)         |                 | /ɦ/ (г)   |
| Фрикативні   | Дзвінкі      |                        |                  |                  | /z/ (з)           | /zʲ/ (з')          | /ʒ/ (ж)           |                 |                 | /ɦ/ (г)   |
| Фрикативні   | Глухі        |                        | /f/ (ф)          |                  | /s/ (с)           | /sʲ/ (с')          | /ʃ/ (ш)           |                 | /x/ (х)         |           |
| Бокові       | Сонорні      |                        |                  | /l/ (л)          |                   |                    |                   | /lʲ/ (л')       |                 |           |
| Дрижачі      | Сонорні      |                        |                  |                  |                   | /rʲ/ (р')          | /r/ (р)           |                 |                 |           |

Більшість приголосних має 3 різновиди: твердий, м'який (палаталізований) та довгий, наприклад: л, лй, лл або н, нй, нн. На письмі різновид приголосного зазвичай позначають наступним голосним. В окремих випадках застосовують особливий знак м'якости — ь та твердости — апостроф. На позначення довготи приголосний пишуть двічі поспіль.
Звук [d͡z] (дз) та звук [d͡ʒ] (дж) не мають спеціальних літер для позначення: кожен із них позначають двома літерами.
В українській є довгі приголосні звуки, що є реалізаторами двох однакових приголосних фонем.
| /nʲ/  | знання  | [znɑˈɲːɑ]    | [знан':а́]   |
| /dʲ/  | суддя   | [suˈɟːɑ]     | [суд':а́]    |
| /tʲ/  | життя   | [ʒɪ̞ˈcːɑ]     | [жиет':а́]   |
| /lʲ/  | зілля   | [ˈzʲiʎːɑ]    | [з'і́л':а]   |
| /t͡sʲ/ | міццю   | [ˈmʲit͡sʲːu]  | [м'і́ц':у]   |
| /zʲ/  | мотуззя | [moˈtuzʲːɑ]  | [моуту́з':а] |
| /sʲ/  | колосся | [kɔˈlɔsʲːɑ]  | [коло́с':а]  |
| /t͡ʃ/  | обличчя | [ɔˈblɪt͡ʃʲːɑ] | [обли́ч’:а]  |
| /ʒ/   | збіжжя  | [ˈzbʲiʒʲːɑ]  | [зб'і́ж’:а]  |
| /ʃ/   | затишшя | [zɑˈtɪʃʲːɑ]  | [зати́ш’:а]  |

У деяких південно-східних говірках /rʲ/ також асимілював наступний /j/ утворюючи м'який довгий [rʲː], наприклад пірря [ˈpirʲːɐ] [п'і́р':а], літературне пір'я [ˈpirjɐ] [п'і́рйа].

### Ортоепія
- Голосні звуки в українській літературній мові під наголосом вимовляються чітко, виразно: [нака́з] (ɑ), [го́рдість] (ɔ), [у́сно] (u), [се́ла] (ɛ), [кри́ца] (ɪ), [лі́вий] (i). Для літературної мови характерна також чітка вимова [а], [у], [і], [о] в ненаголошених складах: [малина], [кувати], [пішоў], [молоко].
- У ненаголошених складах [е] вимовляється з наближенням до [и], а [и] звучить подібно до [е]. Наприклад: [сеило], [теиче], [диевис']. Проте залежно від місця в слові, від характеру сусідніх звуків наближення [е] до [и] та [и] до [е] не завжди однакове. Перед складом із наголошеним [е] голосний [й] вимовляється як [еи], a голосний [е] перед складом із наголошеним [і] звучить як [иі]: [теихен'кий], [миін'і]. Ненаголошений [и] перед наступним [й] вимовляється виразно [добрий], [чеирвоний].
- Дзвінкі приголосні [дж], [дз], [дз'] в українській літературній мові вимовляються як один звук, що відрізняє їх від вимови звукосполучень [д] + [ж], [д] + [з], [д] + [з'].
- Шиплячі приголосні [ж], [ч], [ш], [дж] перед голосними [а], [о], [у], [е], [и] та перед приголосними вимовляються в українській літературній мові твердо.
- У мовному потоці приголосні звуки [ж], [ч], [ш] уподібнюються наступним звукам [з], [ц], [с], а звуки [з], [ц], [с] уподібнюються наступним [ж], [ч], [ш]. Вимовляється [зваз'с'а], [стез'ц'і], [см'ійес':а], не [муц'с'а], [р'іц':і], [зр'їш: и], [жчеплеин':а], пишеться зважся, стежці, смієшся, не мучся, річці, зрісши, зчеплення.
- У мовному потоці сполучення м'якого звука [т'] з м'якими [с'] або [ц'] утворює подовжений м'який звук [ц':] або [ц']. Вимовляється [робиец':а], [т'ітц':і], [брац'кий], пишемо робиться, тітці, братський.
- У мовному потоці дзвінкий звук [з] у сполученні з іншими приголосними вимовляється дзвінко: [з]'їзд, [з]боку, [з]года, лі[з]ти, Моро[з]ко. Префікс з-, як і прийменник, перед глухим приголосним переходить у с-: вимовляється [с'ц'ідити], пишеться зцідити, вимовляється [ссушити], пишеться зсушити. Зміна префікса з- на с- закріплюється правописом, якщо префікс стоїть перед к, п, т, х, ф: сказати, спитати, стурбований, схилити, сфотографувати.
- У мовному потоці глухі приголосні перед дзвінкими уподібнюються до парних дзвінких, одзвінчуються: вимовляється [бород'ба], але пишеться боротьба (пор. боротися), вимовляється [проз'ба], але пишеться просьба (пор. просити), вимовляється [ходжби], але пишеться хоч би (пор. хоча).
- У мовному потоці приголосні [д], [т], [л], [н], [з], [с], [ц] — у сполученні з м'якими пом'якшуються: [м'іц'н'іс'т'], [п'іс'л'а], [с'в'ато], [г'ід'н'і].
- Приголосний [в] у кінці складу, на початку слова перед приголосним вимовляється як нескладовий звук [ў], який не може уподібнюватися глухому приголосному [ф]. У мовному потоці відбувається чергування звуків [у] — [в], [і] — [й], що дає змогу уникати небажаного, важкого для вимови збігу приголосних звуків.
- Чергування [у] — [в], [і] — [й] залежить від того, яким звуком — приголосним чи голосним — закінчується попереднє слово і починається наступне. Пор.: 1. Вік живи — вік учись. (Народна творчість) 2. А скільки в нас багатства і щастя золотого. (Павло Тичина) 3. Джериха встала й собі пішла в хату. (Іван Нечуй-Левицький) 4. Ті очі так і променилися м'яким, довірливим світлом. (Олесь Гончар). На початку речення перед словом, що починається приголосним звуком, вимовляється і відповідно пишеться у: У лісі був, а дров не бачив. (Нар. творч.) Перед словом, що починається голосним, звучить приголосний [в]: В автобусі багато людей. Чергування [у] — [в] на початку слів залежить від значення слів. Правопис закріплює написання деяких слів тільки з у або тільки з в: утиск, угруповання, уряд, указ, влада, власний, вплив, вправа, але з іншим значенням — управа, враження, але ураження, вступ, але уступ.

## Графіка

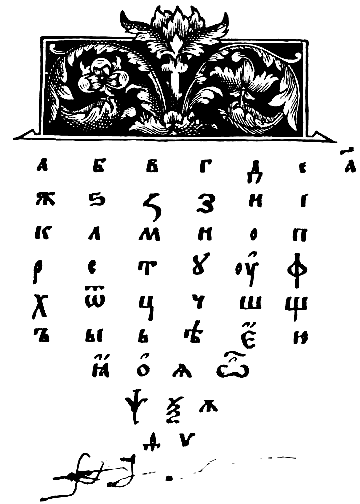
Перша сторінка „Букваря“ Івана Федорова, надрукованого у Львові 1574 року

Традиційно для запису української мови використовували кириличні літери. Це пов'язано зі східним обрядом української церкви, яка довгий час була єдиним впроваджувачем освіти. До XVIII ст. століття вживали класичний кириличний шрифт, у XVI—XVII ст. паралельно використовували також „козацький скоропис“, у якому написання літер було іншим („хвилястим“ або „бароковим“). У XVII ст. Петро Могила розробив спрощений кириличний шрифт, який пізніше в Російській імперії запровадив Петро I під назвою „гражданка“. З Росії використання цього шрифту поширилося на інші народи, що вживали кириличне письмо. Таким чином творення нової української ортографії відбувалося на базі гражданки.
Сьогодні для запису української мови використовують адаптовану кириличну абетку із 33 літер. Особливостями українського алфавіту порівняно з іншими кириличними є наявність букв Ґ, Є та Ї (щоправда, Ґ вживають також в урумській та іноді в білоруській абетках).
| А а | Б б | В в | Г г | Ґ ґ | Д д | Е е | Є є | Ж ж |
| З з | И и | І і | Ї ї | Й й | К к | Л л | М м | Н н |
| О о | П п | Р р | С с | Т т | У у | Ф ф | Х х | Ц ц |
| Ч ч | Ш ш | Щ щ | ь   | Ю ю | Я я |     |     |     |

У різні історичні епохи для запису української мови використовували також латинську абетку різних редакцій. Сьогодні українська латинка не має єдиного стандарту та офіційного статусу (на офіційному рівні закріплено лише правила транслітерації з кирилиці на латинку). Її вживання вкрай обмежене (як правило це публікації на тему власне української латинки). Дискусії щодо уніфікації та можливого впровадження латинки в український правопис відбувалися спочатку в Галичині та Буковині у 1830-х, 1850-х роках, згодом у 1920-ті роки в УСРР, а після 1991 року вони відновилися вже в незалежній Україні.

## Правопис

Українська розкладка клавіатури

Правописні пошуки, що почалися наприкінці XVIII ст. із зародженням сучасної літературної мови, призвели до появи кількох варіантів правопису. Зокрема, виникли правописна система Олексія Павловського, варіант правопису „Русалки Дністрової“ (1837), кулішівка (правописна система П. Куліша), драгоманівка (вироблена в 1870-х рр. у Києві гуртом діячів культури під керівництвом мовознавця П. Житецького, куди входив і М. Драгоманов), желехівка (система Євгена Желехівського (1886), закріплена в „Руській граматиці“ Степана Смаль-Стоцького та Теодора Ґартнера (1893)). З певними корективами желехівку вжив Борис Грінченко у фундаментальному чотиритомному „Словарі української мови“ (1907—1909). Більшість правописних правил (практично оперті на фонетиці — „пиши як чуєш“), застосованих у словнику Грінченка, діють і досі. Праця Грінченка стала неформальним правописом і зразком для українських письменників та видань від 1907 р. аж до створення першого офіційного українського правопису 1918 року.
17 січня 1918 року Центральна Рада видала „Головні правила українського правопису“, які, проте, не охоплювали всього обширу мови. 17 травня 1919 року Українська академія наук схвалила „Головніші правила українського правопису“, які й стали основою для усіх пізніших доопрацювань та поправок.
23 липня 1925 року Рада народних комісарів Української РСР постановила організувати Державну Комісію для впорядкування українського правопису (Державна Правописна Комісія). До неї увійшло понад 20 науковців з УСРР, які висловили бажання запросити також представників Західної України: Степана Смаль-Стоцького, Володимира Гнатюка та Василя Сімовича.
Після майже річної праці у квітні 1926 р. „Проєкт українського правопису“ надруковано для ознайомлення широких кіл суспільства. Після кількох місяців обговорення та розгляду проєкту на Всеукраїнській Правописній конференції (26.05 — 6.06.1927 р.), правопис ухвалили згідно з постановою РНК з 6 вересня 1928 р. Він увійшов до історії як „харківський“ або „скрипниківський правопис“ — від місця створення чи прізвища тодішнього народного комісара освіти Миколи Скрипника.
1929 року Григорій Голоскевич видав „Український правописний словник“ (близько 40 тис. слів, погоджений із повним правописом, що виробила Державна Правописна Комісія і затвердив Народній Комісар Освіти (6.09.1928 р.).
1933 року правописна комісія на чолі з Андрієм Хвилею затаврувала харківський правопис як „націоналістичний“, негайно припинила видання будь-яких словників, і без жодного обговорення у дуже стислий термін (за 5 місяців) створила новий правопис, який, як ніколи до того, уніфіковував українську та російську мови. З абетки вилучено букву ґ, а українську наукову термінологію переглянуто й узгоджено з російсько-українськими словниками (Інститут української наукової мови було зліквідовано 1930 року). Цю редакцію правопису схвалено постановою Наркома освіти УСРР від 5 вересня 1933 року.
Ще деякі незначні зміни прийнято у редакції правопису 1946 року й 1959 (вийшла друком наступного року). Вона була пов'язана з документом „Правила русской орфографии и пунктуации“, що вийшов 1956 року. Від 1960 аж до 1990 офіційною була саме редакція 1960 року.
Після початку „перебудови“ питання вдосконалення українського правопису знову стало актуальним — редагування правописного кодексу розпочала Ортографічна комісія при ЛММ АН УРСР. Проєкт обговорювали й у новоствореному Товаристві української мови ім. Т. Шевченка (головою якого був Дмитро Павличко). Новий варіант затверджено 14 листопада 1989-го, а опубліковано 1990 року. Головними досягненнями стало відновлення букви ґ та кличного відмінка (за радянських часів він був необов'язковим і називався клична форма).
Сьогодні, попри існування офіційного правопису української мови, він не є єдиноприйнятим. Навіть в Україні чимало видавництв та видань використовують інші версії правопису, які або схиляються до „скрипниківки“, або відрізняються від офіційного правилами передачі слів іншомовного походження.
22 травня 2019 року Кабінет Міністрів України схвалив нову редакцію правопису, підготовлену Українською національною комісією з питань правопису. Нова редакція повернула до життя деякі особливості правопису 1928 року, які були частиною української ортографічної традиції. При цьому комісія керувалася розумінням того, що й мовна практика українців другої половини XX — початку XXI ст. вже стала частиною української ортографічної традиції.
Відповідно до висновку Національної комісії зі стандартів державної мови на засіданні від 15 вересня 2023 року (протокол № 83), з урахуванням офіційних листів від Інституту української мови НАН України (вх. № 1396/23 від 14.09.2023), Інституту мовознавства імені О. О. Потебні НАН України (вх № 1404/23 від 15.09.2023), назви країни-агресора „російська федерація“, „москва“, „московія“, „московське царство“, „росія“, „російська імперія“», «державна дума рф» тощо в текстах неофіційного характеру допускається писати з малої літери та не є відхиленням від норм української мови.

## Лексика

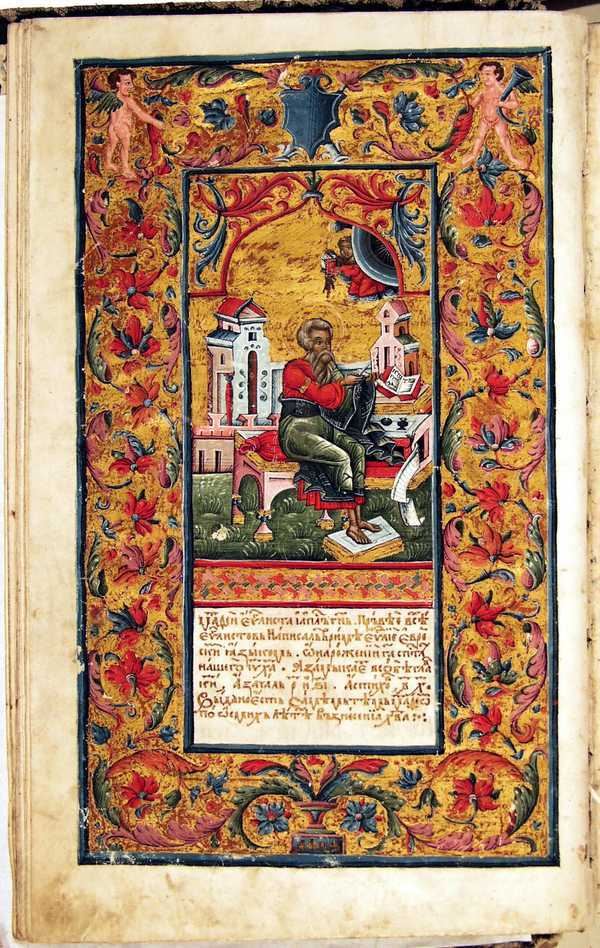
Пересопницьке Євангеліє — пам'ятка староукраїнської мови та мистецтва XVI ст.

Основний словниковий фонд української мови містить чотири пласти слов'янських слів: спільноіндоєвропейська лексика (батько, матір, сестра, дім, вовк, бути, жити, їсти тощо); праслов'янські слова (коса, сніп, жито, віл, корова, ловити тощо); власно українські слова, наявні тільки в українській мові (кисень, водень, мрія, зволікати, зайвий, байдуже, примхи, перекотиполе тощо); запозичення з інших слов'янських мов (з білоруської — розкішний, обридати, нащадок, з польської — перешкода, недолугий, дощенту, обіцяти, цікавий, гасло, міць, шлюб, раптом, принаймні тощо; з чеської — брама, огида, ярка, паркан, карк; з сербської — хлопець; з болгарської — храм, глава, владика, сотворити тощо). Решту лексики становлять пізніші запозичення, серед яких найбільше з мертвих класичних мов — давньогрецької, латини та старослов'янської. За радянських часів до лексичного складу ввійшло багато росіянізмів. Останнім часом лексичний склад активно поповнюється запозиченнями з англійської мови. Загальний розвиток мови відбувається за рахунок внутрішньомовних ресурсів: нові слова творяться на базі вже наявних.
В українській мові є численні запозичення з інших мов: з церковнослов'янської мови (церковнослов'янізми: «приязнь», «злочин»), латини (латинізми: «раптом», «мета»), давньогрецької мови (грецизми: «огірок», «троянда»), різних тюркських мов (тюркізми: «кавун», «тютюн»), німецької (германізми: «фарба», «дах») та російської (росіянізми: «копійка», «вертоліт») мов, менше з польської (полонізми: «ґудзик», «лялька») та білоруської («розкішний», «ззаду») мов.
Лексика української мови на 38 % відрізняється від російської, на 32 % від словацької, на 30 % від польської та на 16 % від білоруської мов. Для прикладу, за своїм лексичним складом англійська мова відрізняється від голландської на 37 %, а шведська від норвезької на 16 %.
Антропоніміка української мови зазнала сильного впливу християнства та грецької мови.

## Граматика

### Морфеміка
В українській мові слова поділяються на слова з непохідними та похідними основами.
Словами з непохідними основами є іменники (ліс, вода, стіл, сніг, вітер, люд, звір, небо), прикметники (гострий, білий, чорний, жовтий, синій), числівники (один, два, три, чотири, п'ять, шість, сім, вісім, дев'ять, десять, сто, тисяча), займенники (я, ти, він, такий, цей), дієслова (ходити, сидіти, робити, мовити, казати, їсти, бути), прислівники (як, там, де), прийменники (в, на, від, до, з), сполучники (а, і, та, бо), частки (то, но, хай, же) і вигуки (ой, ах, ай, ох).
Більшість слів, що належать до різних частин мови, мають похідні основи (лісок, лісний, лісник, лісництво; водяний, водний, водопій, водовоз, водиця, водичка; одинадцять, дванадцять). У похідних основах виділяються префікси (принести, праліс, задовгий), суфікси (дубок, лампочка, довгуватий, тепленький), поєднання основ (паровоз, всюдихід).
В українській мові виділяють такі морфеми:
- корені (основна значуща частина слів)
- афікси
  - префікси (уточнюють смисл кореня, передають лексичне значення, інколи виражають граматичне значення, як вид у дієслів)
  - постфікси
    - суфікси (що мають дериваційне або словотвірне значення, передають лексичне та, частіше, граматичне значення)
    - флексії або закінчення (мають реляційне значення, тобто вказують на зв'язок слова з іншими членами речення)

  - інтерфікси (службові морфеми, що не мають власного значення, і слугують для зв'язування коренів у складних словах — водоспад).

Афікси в українській мові можуть бути словотворчими та словозмінними (писати / написати у дієсловах доконаного та доконаного видів, високий, вищий, найвищий у прикметниках).

### Словотвір
В українській мові виділяють морфологічні та неморфологічні способи словотворення.
- До морфологічних способів належать такі типи творення[199]:
  - суфіксальний (за допомогою суфікса: гарячий → гаряченький, слухати → слухач, вітер → вітерець);
  - префіксальний (за допомогою префіксів: давати → надавати, хто → ніхто, в'язати → вив'язати);
  - префіксально-суфіксальний (одночасним додаванням до твірної основи префікса і суфікса: межа → безмежний, при дорозі → придорожній);
  - безафіксний (вкороченням твірного слова: переходити → перехід, нічний → ніч).
  - складання основ і слів (дві й більше основ поєднуються в одне слово: хмари чесати → хмарочос, синій + жовтий → синьо-жовтий).
- При неморфологічних способах творення утворення нового слова відбувається:
  - через злиття цілого словосполучення (цього дня → сьогодні, добра ніч → добраніч);
  - через набуття ним нового значення: корінь (у рослин) → корінь (у математиці); супутник (людина) → супутник (літальний апарат);
  - шляхом переходу однієї частини мови в іншу: операційна, швидка.

Ще одним різновидом словотвору є абревіація (завмаг ← завідувач магазину, держадміністрація ← державна адміністрація, УТН ← Українські телевізійні новини, загс ← запис актів громадянського стану, СУ-15 ← від Сухий, прізвища конструктора).

### Морфологія
В українській мові традиційно виділяють десять частин мови:
- самостійні (можуть виконувати синтаксичні ролі членів речення — підмета, присудка, додатка, означення та обставини) — іменник, дієслово, прикметник, числівник, займенник, прислівник,
- службові (не виконують синтаксичних ролей у реченні) — сполучник, прийменник, частка,
- вигук.

Іменник, прикметник, числівник, займенник і дієслово є змінюваними частинами мови слова (відмінюються і дієвідмінюються), інші є незмінюваними. Відмінювання відбувається за сімома відмінками (називний, родовий, давальний, знахідний, орудний, місцевий, кличний) та двома числами (однина та множина). Двоїна, що була притаманною старослов'янській мові, лише іноді проявляється в сучасній мові, наприклад, в орудному відмінку: очима, плечима (на противагу речами, печами). Існує три граматичні роди: чоловічий, жіночий та середній.
Іменнику властивий один із трьох родів: чоловічий, жіночий, середній (множинні іменники не мають роду — окуляри, канікули, гроші). Рід іменників формально виражається у закінченнях самого іменника (ромашка), у закінченнях прикметника (закінчення ий — а — е: біле волосся), у закінченнях дієслова в минулому часі (закінчення Ø — а — о: собака гавкав), у суфіксах (студентка, українець, поетеса). Деякі іменники мають спільний чоловічий та жіночий рід (визначається за контекстом — листоноша, суддя або доцент, астроном). Іменник змінюється за числами: одниною, множиною та двоїною та відмінками: називний — (є) хто / що? (брат, мова), родовий — (немає) кого / чого? (брата, мови), давальний — (дати) кому / чому? (братові/у, мові), знахідний — (бачу) кого / що? (брата, мову), орудний — ким / чим? (братом, мовою), місцевий — на/у/по кому / чому? (на браті/ові, у мові), кличний — хто / що? (брате, мово). Іменники в непрямих відмінках, як правило, виконують синтаксичну роль додатка, а також означення та обставини залежно від лексичного значення. Відмінювання іменників залежить від роду іменника, від його закінчення в називному відмінку однини (тобто від його словникової форми), від кінцевого приголосного основи іменника. За цими ознаками визначено чотири відміни іменника і групи (м'яка, тверда, мішана) у І і ІІ відміні.
Прикметники змінюються за родами, числами та відмінками — форми прикметника залежать від форм відповідного іменника, з яким прикметник узгоджується: стрункий юнак — стрункого юнака, стрункої тополі, стрункі дівчата — струнких дівчат. Морфологічними ознаками прикметника в українській мові є рід, число, відмінок і група відмінювання прикметника. Якісні прикметники, виражаючи ознаку, яка може виявлятися більшою або меншою мірою, мають ступені порівняння — вищий і найвищий, кожен зі ступенів має дві форми — просту і складену. Присвійні прикметники (утворюються від назв людей і тварин) першої відміни творяться за допомогою суфікса -ин (кінцеві приголосні твірної основи [г], [к], [х] чергуються з [ж], [ч], [ш] — Ольга — Ольжин, тітка — тітчин), другої відміни — за допомогою суфікса -ів (-їв), який чергується з -ов, -ев (-єв) (дядько — дядьків, дядькового, лікар — лікарів, лікаревого). Незначна кількість прикметників чоловічого роду поряд з загальновживаною повною формою має коротку (незмінну) форму: ясен, дрібен, зелен, повен, славен, красен, винен, потрібен, певен, годен, ладен, рад. Повні форми прикметників можуть мати: нестягнену форму (лише прикметники жіночого та середнього роду) у називному та знахідному відмінках однини і множини: гарная, гарнеє, гарнії; синяя, синєє, синії (зустрічаються здебільшого у народній творчості та поетиці) або стягнену форму (є основною, загальновживаною — гарна, гарне, гарні; синя, синє, сині). Відмінювання прикметників залежить від групи, до якої прикметник належить (твердої чи м'якої). За особливим зразком відмінюються складні прикметники, другою частиною яких є -лиций.
За значенням і граматичними ознаками займенники в українській мові поділяються на три групи: ті, що співвідносяться з іменниками (я, ти, вона, дехто, абищо, і т. д.), ті, що співвідносяться з прикметниками (твій, ваш, чийсь, нічий, і т. д.), ті, що співвідносяться з числівниками (скільки, стільки, казна-скільки, ніскільки і т. д.). За значенням займенники поділяються на розряди: особові (я, він), зворотні (себе), вказівні (той, цей), означальні (весь, всякий, кожен), питальні (хто?, що? котрий?), питально-відносні (хто, що, який, котрий), неозначені (декотрий, абихто, що-небудь), заперечні (ніхто, ніякий, ніскільки).
Дієслово має 4 часи: теперішній (я йду — він йде), минулий (йшов), майбутній, який має три форми: просту (я) піду — (він) піде, складну (я) йтиму — (він) ітиме і складену (я) буду йти — (він) буде йти та давньоминулий (був ішов або йшов був). Інколи по говорах різних етнічних українських земель також подибуємо передмайбутній час (буду прийшов). Усі дієслова поділяються на два види — доконаний і недоконаний. Щоб передати завершеність дії, слід уживати дієслова доконаного виду — наприклад, замість писати — написати. У теперішньому та майбутньому часі дієслова відмінюються за особою та числом. У минулому часі дієслово не має характеристики особи, натомість має характеристику роду. До дієслова також традиційно зараховують дієприкметник та дієприслівник.

### Синтаксис

#### Порядок розташування слів у реченні
Порядок розташування слів у реченні вільний, однак існують певні правила, які визначають послідовність розміщення членів речення:
- найчастіше слова розташовуються у порядку SVO (підмет — присудок — додаток), що є прямим порядком розташування слів для української мови (Епоха п'ятиповерхових будинків зародилася в 50-ті роки). Прямий порядок другорядних членів речення пов'язаний із порядком слів у словосполученні:
  - узгоджене означення стоїть перед означуваним словом;
  - додаток — після керівного слова;
  - обставина може бути перед і після головного слова (у реченні ним виступає присудок).
- порушення прямого порядку слів з метою виділення якогось із них називається інверсією або зворотним порядком слів. При зворотному (непрямому, інверсійному) порядку слів присудок передує підмету (Нещодавно до мене заходив Тарас). Другорядні члени речення при інверсії також змінюють своє звичне місце.

Такий порядок розташування слів притаманний слов'янським, балтійським мовам, китайській, фінській, англійській, новогрецькій мові, суахілі, тайській мові тощо. Французька, шведська, іноді іспанська та англійська при звертанні вживають інший порядок слів — VSO (присудок — підмет — додаток).

#### Заперечення
На відміну від багатьох індоєвропейських мов, в українській мові може вживатися кілька заперечних часток (ніхто ніколи нікому нічого не прощає — англ. no-one ever forgives anyone anything).

#### Зв'язки слів у підрядних словосполученнях
На відміну від мов, які втратили граматичну категорію відмінка, в українській мові між словами в підрядному словосполученні може виникнути зв'язок узгодження (залежне слово граматично уподібнюється до головного, зміна головного слова викликає зміну залежного — білий пес — білого пса — білому псу), зв'язок керування (головне слово вимагає від залежного конкретної граматичної форми, яка зберігається при зміні головного слова — читаю книжку — читала книжку — читатимемо книжку), зв'язок прилягання (залежним виступає незмінне слово (прислівник, дієприслівник, неозначена форма дієслова), яке поєднується з головним тільки за змістом — сніданок нашвидку, співати йдучи.

## Стилістика
У сучасній українській мові розрізняють такі стилі:
- розмовно-побутовий — використовується у побуті, в усному спілкуванні.
- художній — стиль художньої літератури.
- офіційно-діловий — вживається в указах, резолюціях, текстах законів, заяв, постанов та інших офіційних документах.
- науковий — стиль різного роду наукових праць, навчальної літератури та наукових доповідей.
- публіцистичний — поширений у ЗМІ, особливо в публіцистичних та аналітичних матеріалах.
- сакральний (конфесійний) — стиль мови, що обслуговує релігійні потреби суспільства.

## Корпусування, національний реєстр і словники
| |  |  |
| До Дня української писемності та мови Національний банк України 2023 року випустив пам'ятну срібну монету «Українська мова» |  |  |

Найважливіші словники української мови:
- Словник української мови: В 11-ти т. — К.: Наукова думка, 1970—1980.
- Словник української мови: У 20-ти т. / Український мовно-інформаційний фонд НАН України; за ред. В. М. Русанівського. — Київ: Наукова думка, 2010. — Т. 1. А — Б. — 911 с.
- Український орфографічний словник: понад 175 тис. слів / уклали В. В. Чумак [та ін.]; за ред. В. Г. Скляренка. — Вид. 9-е, переробл. і доповн. — Київ: Дніпро, 2009. — 1011 с. — («Словники України»). — ISBN 978-966-507-260-7.
- Етимологічний словник української мови: У 7 т. / АН УРСР. Ін-т мовознавства ім. О. О. Потебні; Редкол. О. С. Мельничук (головний ред.) та ін. — К.: Наук. думка, 1982.
- Фразеологічний словник української мови: У 2-х т. — К.: Наук. думка, 1993.
- Словник іншомовних слів / За ред. О. С. Мельничука. — К.: УРЕ, 1985.
- Словник синонімів української мови: У 2-х т. — К.: Наук. думка, 1999.
- Словник труднощів української мови / За ред. С. Я. Єрмоленко. — К.: Рад. школа,1989.
- Коваль А. П., Коптілов В. В. Крилаті вислови в українській літературній мові. — К.: Вища школа, 1975.
- Скрипник Л. Г., Дзятківська Н. П. Власні імена людей: словник-довідник. — К.: Вища школа, 1975.

## Виноски
1. ↑  Рідні мови в об'єднаних територіальних громадах України — Український центр суспільних даних
2. ↑  Українська мова на Ethnologue (paywall)
3. 1 2  «Ethnologue», 13 видання (англ.). Архів оригіналу за 8 лютого 2010.
4. ↑  Língua Ucraniana é oficialmente a Língua Co-oficial do município de Prudentópolis (порт.). Архів оригіналу за 7 жовтня 2021.
5. 1 2 3 4 5 6 7  List of declarations made with respect to treaty № 148 (Status as of: 21/9/2011) // Council of Europe [Архівовано 22 травня 2012 у Wayback Machine.]. Регулюється «Європейською хартією регіональних та міноритарних мов» (англ.)
6. 1 2  HOTARARE nr. 1.206 din 27 noiembrie 2001 pentru aprobarea Normelor de aplicare a dispozitiilor privitoare la dreptul cetatenilor apartinand unei minoritati nationale de a folosi limba materna în administratia publica locala, cuprinse în Legea administratiei publice locale nr. 215/2001 (PDF). Архів оригіналу (PDF) за 21 лютого 2007. Процитовано 16 серпня 2012.
7. 1 2  У Словаччині збільшиться кількість населених пунктів, де офіційно вживатиметься мова нацменшин[недоступне посилання] — Karpatnews
8. 1 2  Українська мова в Хорватії (PDF) (англ.). Архів оригіналу (PDF) за 5 травня 2013.
9. ↑  National Minorities Policy of the Government of the Czech Republic (англ.). Архів оригіналу за 7 червня 2012.
10. ↑  С. Я. Єрмоленко. Історія української літературної мови // Українська мова : енциклопедія / НАН України, Інститут мовознавства ім. О. О. Потебні, Інститут української мови ; ред. В. М. Русанівський [та ін.]. — К. : Українська енциклопедія, 2000. — ISBN 966-7492-07-9. (укр.)
11. ↑  Іван Огієнко. Історія української літературної мови (укр.). Архів оригіналу за 22 травня 2011.
12. ↑  Історичний розвиток української мови (укр.). Архів оригіналу за 13 квітня 2009.
13. 1 2 3 4 5 6 7  Мозер Міхаель. Українська мова [Архівовано 22 квітня 2016 у Wayback Machine.] // Енциклопедія історії України: Україна—Українці. Кн. 2 / Редкол.: В. А. Смолій (голова) та ін. НАН України. Інститут історії України. — К.: В-во «Наукова думка», 2019. — С. 596—601. — 842 с. — ISBN 978-966-00-1740-5.
14. ↑  Українська. Українська мова. Енциклопедія. litopys.org.ua. Процитовано 16 листопада 2022.
15. ↑  Конституція України // ст. 10-я. www.president.gov.ua (укр.).
16. ↑  О. I. Скопненко. Українська мова в Білорусі // Українська мова : енциклопедія / НАН України, Інститут мовознавства ім. О. О. Потебні, Інститут української мови; редкол.: В. М. Русанівський  (співголова), О. О. Тараненко (співголова), М. П. Зяблюк та  ін. — 2-ге вид., випр. і доп. — К. : Вид-во «Укр. енцикл.» ім. М. П. Бажана, 2004. — 824 с. : іл. — ISBN 966-7492-19-2.
17. ↑  Н. П. Прилито. Українська мова в Молдові // Українська мова : енциклопедія / НАН України, Інститут мовознавства ім. О. О. Потебні, Інститут української мови; редкол.: В. М. Русанівський  (співголова), О. О. Тараненко (співголова), М. П. Зяблюк та  ін. — 2-ге вид., випр. і доп. — К. : Вид-во «Укр. енцикл.» ім. М. П. Бажана, 2004. — 824 с. : іл. — ISBN 966-7492-19-2.
18. ↑  Убийвовк H. Українська мова в Придністров'ї: минуле і перспективи // «Мовознавство. Доповіді та повідомлення на IV Міжнар. конгресі україністів». К., 2002
19. ↑  Й. O. Дзендзелівський. Українська мова в Польщі // Українська мова : енциклопедія / НАН України, Інститут мовознавства ім. О. О. Потебні, Інститут української мови; редкол.: В. М. Русанівський  (співголова), О. О. Тараненко (співголова), М. П. Зяблюк та  ін. — 2-ге вид., випр. і доп. — К. : Вид-во «Укр. енцикл.» ім. М. П. Бажана, 2004. — 824 с. : іл. — ISBN 966-7492-19-2.
20. ↑  Н. П. Прилито. Українська мова в європейській частині Росії // Українська мова : енциклопедія / НАН України, Інститут мовознавства ім. О. О. Потебні, Інститут української мови; редкол.: В. М. Русанівський  (співголова), О. О. Тараненко (співголова), М. П. Зяблюк та  ін. — 2-ге вид., випр. і доп. — К. : Вид-во «Укр. енцикл.» ім. М. П. Бажана, 2004. — 824 с. : іл. — ISBN 966-7492-19-2.
21. ↑  Н. П. Прилито. Українська мова в Сибіру та на Далекому Сході // Українська мова : енциклопедія / НАН України, Інститут мовознавства ім. О. О. Потебні, Інститут української мови; редкол.: В. М. Русанівський  (співголова), О. О. Тараненко (співголова), М. П. Зяблюк та  ін. — 2-ге вид., випр. і доп. — К. : Вид-во «Укр. енцикл.» ім. М. П. Бажана, 2004. — 824 с. : іл. — ISBN 966-7492-19-2.
22. ↑  C. В. Семчинський. Українська мова в Румунії // Українська мова : енциклопедія / НАН України, Інститут мовознавства ім. О. О. Потебні, Інститут української мови; редкол.: В. М. Русанівський  (співголова), О. О. Тараненко (співголова), М. П. Зяблюк та  ін. — 2-ге вид., випр. і доп. — К. : Вид-во «Укр. енцикл.» ім. М. П. Бажана, 2004. — 824 с. : іл. — ISBN 966-7492-19-2.
23. ↑  Й. О. Дзендзелівський. Українська мова у Словаччині // Українська мова : енциклопедія / НАН України, Інститут мовознавства ім. О. О. Потебні, Інститут української мови; редкол.: В. М. Русанівський  (співголова), О. О. Тараненко (співголова), М. П. Зяблюк та  ін. — 2-ге вид., випр. і доп. — К. : Вид-во «Укр. енцикл.» ім. М. П. Бажана, 2004. — 824 с. : іл. — ISBN 966-7492-19-2.
24. ↑  С. Ф. Клименко, В. В. Степаненко. Українська мова в Казахстані // Українська мова : енциклопедія / НАН України, Інститут мовознавства ім. О. О. Потебні, Інститут української мови; редкол.: В. М. Русанівський  (співголова), О. О. Тараненко (співголова), М. П. Зяблюк та  ін. — 2-ге вид., випр. і доп. — К. : Вид-во «Укр. енцикл.» ім. М. П. Бажана, 2004. — 824 с. : іл. — ISBN 966-7492-19-2.
25. ↑  P. П. Зорівчак. Українська мова у Великій Британії // Українська мова : енциклопедія / НАН України, Інститут мовознавства ім. О. О. Потебні, Інститут української мови; редкол.: В. М. Русанівський  (співголова), О. О. Тараненко (співголова), М. П. Зяблюк та  ін. — 2-ге вид., випр. і доп. — К. : Вид-во «Укр. енцикл.» ім. М. П. Бажана, 2004. — 824 с. : іл. — ISBN 966-7492-19-2.
26. ↑  Р. П. Зорівчак. Українська мова в Канаді // Українська мова : енциклопедія / НАН України, Інститут мовознавства ім. О. О. Потебні, Інститут української мови; редкол.: В. М. Русанівський  (співголова), О. О. Тараненко (співголова), М. П. Зяблюк та  ін. — 2-ге вид., випр. і доп. — К. : Вид-во «Укр. енцикл.» ім. М. П. Бажана, 2004. — 824 с. : іл. — ISBN 966-7492-19-2.
27. ↑  Р. П. Зорівчак. Українська мова у США // Українська мова : енциклопедія / НАН України, Інститут мовознавства ім. О. О. Потебні, Інститут української мови; редкол.: В. М. Русанівський  (співголова), О. О. Тараненко (співголова), М. П. Зяблюк та  ін. — 2-ге вид., випр. і доп. — К. : Вид-во «Укр. енцикл.» ім. М. П. Бажана, 2004. — 824 с. : іл. — ISBN 966-7492-19-2.
28. ↑  Онуфрієнко Г. С., Хваткова С. О. Проблема походження й періодизації української мови в концепціях і гіпотезах XX століття: Зб. наук. пр. VI Всеукр. наук.-практ. конф. «Державна етнонаціональна політика: правовий та культурологічний аспекти в умовах Півдня України» / Під заг. ред. М. В. Дєдкова. — Запоріжжя: Облдержадміністрація, ЗНТУ, 2005.
29. ↑  Півторак Г. П. Українці — звідки ми і наша мова. — К., 1993.
30. ↑  Німчук В. В. Аспекти дослідження етноглотогенезу українців // Пам'ятки писемності східнослов'янськими мовами XI—XVIII ст. — К., 1995
31. ↑  Півторак Г. П. Хронологічні межі формування української мови як мовної системи // Пам'ятки писемності східнослов'янськими мовами XI—XVIII ст. — К., 1995.
32. ↑  Шахматов А. А. Очерк древнейшего периода истории русского языка;
33. ↑  Шахматов О. О., Кримський А. Нариси з історії української мови та хрестоматія з пам'ятників письменської староукраїнщини XI—XVIII вв. // Короткий нарис історії української мови. — К., 1924.
34. ↑  Житецький П. Г. Очерк звуковой истории малоруського наречия. — К., 1876.
35. ↑  Потебня А. А. К истории звуков руського язика. — Воронеж, 1876.
36. ↑  Тищенко К. М. Правда про походження української мови // Український тиждень, 2012. № 39 (256).. (укр.)
37. 1 2  Мойсієнко В. М. Українська писемність ХІ-ХІV ст.: розвінчання російських міфів // Вісник Національної академії наук України (3). — 2025. — С. 50-60. ISSN 2518—1203
38. ↑  Частина 4 статті 6 Закону України «Про засади державної мовної політики» від 03.07.2012 № 5029-VI. Голос України (№146). 10.08.2012. Архів оригіналу за 26 лютого 2017. Процитовано 24 травня 2015. {{cite journal}}: |issue= має зайвий текст (довідка)
39. ↑  Порядок затвердження словників української мови і довідників з українського правопису як загальнообов’язкових довідкових посібників при використанні української мови та офіційного видання таких довідників, затверджений постановою Кабінету Міністрів України від 22 квітня 2013 р. № 298. Урядовий Кур’єр (№ 81). 30.04.2013. Архів оригіналу за 9 серпня 2018. Процитовано 3 квітня 2022. {{cite journal}}: |issue= має зайвий текст (довідка)
40. ↑  C. В. Семчинський. Генеалогічні класифікація мов // Українська мова : енциклопедія / НАН України, Інститут мовознавства ім. О. О. Потебні, Інститут української мови; редкол.: В. М. Русанівський  (співголова), О. О. Тараненко (співголова), М. П. Зяблюк та  ін. — 2-ге вид., випр. і доп. — К. : Вид-во «Укр. енцикл.» ім. М. П. Бажана, 2004. — 824 с. : іл. — ISBN 966-7492-19-2. — С. 94.
41. ↑  Сучасна українська мова: Підручник / Пономарів О. Д., Різун В. В., Шевченко Л. Ю. та ін.; за ред. Пономарева О. Д. — вид. 2-ге. — К.: Либідь, 2001. — 400 с. — ISBN 966-06-0173-5. — стор. 5
42. ↑  Васенко Л. А., Дубічинський В. В., Кримець О. М. Фахова українська мова. Центр учбової літератури — К., 2007. — стор. 7
43. ↑  Беларуска-украінскіе ізалексы. — Мінск, 1971. — 125 с.
44. ↑  Сцяцко П. У. Словаутваральныя регіяналізмы беларускай мовы, агульные з украінскай мовай // Проблеми дослідження діалектної лексики і фразеології української мови. Тези доповідей. — Ужгород, 1978. — С. 66—67.
45. ↑  Янкова Т. С. Із спостережень над перехідними говірками між українською та білоруською мовами (за матеріалами фразеології) // Праці XII Республіканської діалектологічної наради. — К.: Наук. думка, 1971. — С. 382—388.
46. ↑  Бузук П. Взаємовідносини між українською та білоруською мовами // Записки історично-філологічного відділу ВУАН. Кн. VII—VIII / Українська академія наук. — К.: Друкарня УАН, 1926. — С. 421—426.
47. ↑  Гумецька Л. Л. Уваги до українсько-білоруських мовних зв'язків періоду XIV—XVII ст. // Дослідження з української та російської мов. — К.: Вид-во АН УРСР, 1964. — 164 с.
48. ↑  Анічэнка У. В. Беларус.-укр. пісьмовамоуныя сувязі. Мінск, 1969
49. ↑  С. В. Семчинський Типологічна класифікація мов // Українська мова : енциклопедія / НАН України, Інститут мовознавства ім. О. О. Потебні, Інститут української мови ; ред. В. М. Русанівський [та ін.]. — К. : Українська енциклопедія, 2000. — ISBN 966-7492-07-9.
50. 1 2 3 4  Українська володіє древніми рисами, неповторними в інших слов'янських мовах | Новини на Gazeta.ua. Архів оригіналу за 4 травня 2021. Процитовано 7 березня 2016.
51. 1 2 3 4 5  Півторак Г. П. Українська мова [Архівовано 10 вересня 2021 у Wayback Machine.] // Енциклопедія сучасної України / ред. кол.: І. М. Дзюба [та ін.] ; НАН України, НТШ. — К. : Інститут енциклопедичних досліджень НАН України, 2001–2025. — ISBN 966-02-2074-X.
52. ↑  Мови Європи: відстані між мовами за словниковим складом. (укр.)
53. 1 2 3  Українська мова серед інших слов'янських: етнологічні та граматичні параметри: Монографія / О. Царук. — Дніпропетровськ: Наука і освіта, 1998. — 324 с.
54. ↑  Тимошенко П. Д. Засоби милозвучності (евфонії) української мови [Архівовано 19 січня 2020 у Wayback Machine.] // Українська мова в школі, 1952, № 4
55. ↑  Тимченко Є. Вокатив і інструменталь в українській мові. [Архівовано 28 січня 2019 у Wayback Machine.] — К.:ДУАН, 1926.
56. ↑  Харченко І. До проблеми польсько-українських мовних зв'язків
57. 1 2  З енциклопедії «Українська мова». Архів оригіналу за 1 лютого 2012. Процитовано 8 червня 2012.
58. ↑  Короткий словник мови донських козаків [Архівовано 22 травня 2011 у Wayback Machine.]. (рос.)
59. ↑  Про гутор донських козаків у статті «Мовний фактор балачки» [Архівовано 4 травня 2010 у Wayback Machine.]. (рос.)
60. 1 2  Статєєва В. Назви на позначення території України, українців, української мови в європейських джерелах ХІІІ–ХVІІІ ст. // Науковий вісник Ужгородського університету: Серія: Філологія. Соціальні комунікації / редкол.: В. В. Барчан (відп. ред.), Ю. М. Бідзіля, Н. П. Бедзір та ін. — Ужгород: Вид-во УжНУ «Говерла», 2013. — Вип. 1(29). — С. 263—272.
61. 1 2 3  Мойсієнко В. М. (2005) Терміни для називання мови, якою писані кириличні пам'ятки на українських і білоруських землях у XІV-XVIІ ст. // Науковий вісник Херсонського державного університету. Серія «Лінгвістика» (2). с. 21-30.
62. ↑  Передмова до читальника [Архівовано 26 квітня 2013 у Wayback Machine.] // Величко С. В. Літопис. Т. 1. / Пер. з книжної української мови, вст. стаття, комент. В. О. Шевчука; Відп. ред. О. В. Мишанич. — К.: Дніпро, 1991.
63. ↑  Національна свідомість закарпатських українців у XX столітті. Павло Чучка. Архів оригіналу за 1 січня 2010. Процитовано 6 травня 2010. [Архівовано 2010-01-01 у Wayback Machine.]
64. ↑  George Yurii Shevelov (1993). Ukrainian language // The Internet Encyclopedia of Ukraine
65. ↑  1. ВСТУПНІ ЗАВВАГИ. Юрій Шевельов. Історична фонологія української мови. litopys.org.ua. Архів оригіналу за 9 жовтня 2010. Процитовано 13 серпня 2018.
66. ↑  I. ПОСТАННЯ УКРАЇНСЬКОЇ МОВИ. Іван Огієнко. Історія української літературної мови. litopys.org.ua. Архів оригіналу за 30 травня 2013. Процитовано 13 серпня 2018.
67. ↑  Найдавніші риси української мови. Григорій Півторак. Походження українців, росіян, білорусів та їхніх мов. litopys.org.ua. Архів оригіналу за 9 жовтня 2010. Процитовано 13 серпня 2018.
68. ↑  Українська мова в Київській Русі. YouTube. Oleksiy Redchenko. 30 травня 2012. Архів оригіналу за 29 травня 2021. Процитовано 8 червня 2021.
69. 1 2  Передрієнко В. А. Рукописи староукраїнські // Українська мова : енциклопедія / НАН України, Інститут мовознавства ім. О. О. Потебні, Інститут української мови ; ред. В. М. Русанівський [та ін.]. — К. : Українська енциклопедія, 2000. — ISBN 966-7492-07-9.
70. ↑  Франко І. Студії над найдавнішим київським літописом. // Франко І. Зібрання творів, т. 6. К., 1976
71. ↑  Єрмоленко С. Я. Історія української літературної мови // Українська мова : енциклопедія / НАН України, Інститут мовознавства ім. О. О. Потебні, Інститут української мови; редкол.: В. М. Русанівський  (співголова), О. О. Тараненко (співголова), М. П. Зяблюк та  ін. — 2-ге вид., випр. і доп. — К. : Вид-во «Укр. енцикл.» ім. М. П. Бажана, 2004. — 824 с. : іл. — ISBN 966-7492-19-2. — С. 232—235.
72. ↑  Крижанівська О. І. Походження української мови та основні етапи її становлення // О. І. Крижанівська. Історія української мови: Історична фонетика. Історична граматика: навчальний посібник. — Київ: ВЦ «Академія», 2010. — С. 20—21. (Серія «Альма-матер»).
73. ↑  Шевельов Ю. Історична фонологія української мови. — Харків, 2002
74. ↑  І. В. Діяк. У братніх обіймах. (Українська мова в Російській імперії) // Українське відродження або нова русифікація (2000). Архів оригіналу за 10 грудня 2011. Процитовано 22 вересня 2011.
75. ↑  Регушевський Є. С. Про деякі понятійні та термінологічні стереотипи в історії української літературної мови // Культура народов Причерноморья. — 2000. — № 13. — С. 139—141.
76. ↑  Левченко Г. А. Нариси з історії української літературної мови першої половини XIX ст. К.-Х., 1946;
77. ↑  Творчість Івана Котляревського в контексті сучасної філології. К., 1990
78. ↑  Білодід І. К. Т. Г. Шевченко в історії укр. літ. мови. К., 1964
79. ↑  Грушка Є. Його істинна святиня. Пантелеймон Куліш про мову. «Волинь», 1991, № 1
80. ↑  Білодід I. K. Каменяр українського слова. K., 1966
81. ↑  Тимошенко П. Д. Хрестоматія мат-лів з історії української літературної мови, ч. 2. К., 1961
82. ↑  Грицютенко І. Є. Питання розвитку української літературної мови XIX ст. у висвітленні Панаса Мирного. УМШ, 1957, № 5;
83. ↑  Статєєва В. І Українські письменники про проблеми літературної мови та мовознавства кінця XIX — поч. XX ст. Ужгород, 1997.
84. ↑  Національні процеси в Україні. Історія і сучасність. — К., 1997. — Ч. 1. — С. 260—261.
85. ↑  Грушевский М. Очерк истории украинского народа. — К., 1991. — С. 332—333.
86. ↑  Гай-Нижник П. П. УНР та ЗУНР: становлення органів влади і національне державотворення (1917—1920 рр.). — К.: «ЩеК», 2010. — 304 с. (с.131)
87. ↑  Мовна політика в УРСР: історія лінгвоциду // Українська мова у XX сторіччі: історія лінгвоциду. Документи і матеріали. За ред. Л. Масенко. К.: Вид. дім Києво-Могилянська академія — 2005
88. ↑  Дзюба І. М. Інтернаціоналізм чи русифікація? — К. : Видавничий дім «KM Academia», 1998, — 276 с.
89. ↑  Історична фонологія української мови. Ю. Шевельов [Архівовано 11 липня 2018 у Wayback Machine.]. (укр.)
90. ↑  Всеукраїнський перепис населення 2001 р. (укр.)
91. ↑  Всеросійський перепис населення 2002 р. [Архівовано 29 березня 2012 у Wayback Machine.] (рос.)
92. ↑  Перепис населення Молдови 2004 р. [Архівовано 18 листопада 2008 у Wayback Machine.] (рум.), (рос.), (англ.)
93. ↑  Національності Молдови за регіоном [Архівовано 15 червня 2010 у Wayback Machine.]. (рум.)
94. ↑  Перепис населення Канади 2006 р. [Архівовано 9 березня 2013 у Wayback Machine.] (англ.)
95. ↑  Перепис населення США 2000 р. [Архівовано 21 серпня 2011 у Wayback Machine.] (англ.)
96. ↑  Кількість українців, що володіють українською мовою у Казахстані [Архівовано 11 березня 2012 у Wayback Machine.]. (англ.)
97. ↑  Кількість українців у Казахстані [Архівовано 7 лютого 2011 у Wayback Machine.]. (укр.)
98. ↑  Чисельність населення Білорусі 2009 р. [Архівовано 14 березня 2010 у Wayback Machine.] (рос.)
99. ↑  Кількість мешканців Білорусі, що вважає українську мову рідною [Архівовано 22 травня 2011 у Wayback Machine.]. (рос.)
100. ↑  Національний перепис населення 2002 р. [Архівовано 28 травня 2009 у Wayback Machine.] (англ.)
101. ↑  Мова, що вживається вдома, за польським національним переписом населення 2002 р. (пол.)
102. ↑  Мови меншин Польщі [Архівовано 26 листопада 2013 у Wayback Machine.]. (англ.)
103. ↑  Трудова міграція українців закордон [Архівовано 20 березня 2010 у Wayback Machine.]. (укр.)
104. ↑  Мови меншин у Словаччині [Архівовано 26 липня 2009 у Wayback Machine.]. (англ.)
105. ↑  Сайт посольства України в Словаччині. (англ.)
106. 1 2  30 найбільших мов світу [Архівовано 8 лютого 2010 у Wayback Machine.]. (англ.)
107. 1 2  Мови світу за демографічною потужністю [Архівовано 10 грудня 2010 у Wayback Machine.]. (укр.)
108. ↑  Про українську мову на сайті МЗС України. (укр.)
109. ↑  Випуск видавничої продукції в 2018 році. www.ukrbook.net. Архів оригіналу за 12 травня 2021. Процитовано 16 серпня 2021.
110. ↑  Книжкова палата України. www.ukrbook.net. Архів оригіналу за 27 грудня 2021. Процитовано 16 серпня 2021.
111. ↑  Українці підтримують закон про українську мову, але в Інтернеті, медіа й в найбільших містах домінує російська :.: Новини :.: Простір Свободи. prostirsvobody.org. Архів оригіналу за 18 лютого 2021. Процитовано 16 серпня 2021.
112. ↑  78% українців вважають рідною мовою українську – опитування. Радіо Свобода (укр.). Архів оригіналу за 8 листопада 2021. Процитовано 8 листопада 2021.
113. ↑  Українська інтернет-статистика. Архів оригіналу за 22 травня 2011. (укр.)
114. ↑  Статистика української блогосфери 2010 та про що вона свідчить. Архів оригіналу за 22 травня 2011. Процитовано 3 квітня 2022. [Архівовано 22 травня 2011 у Wayback Machine.] (укр.)
115. ↑  «Google.com.ua». Архів оригіналу за 20 лютого 2022. Процитовано 20 лютого 2022.
116. ↑  «Яндекс.ua». Архів оригіналу за 1 березня 2022. Процитовано 3 квітня 2022. [Архівовано 1 березня 2022 у Wayback Machine.]
117. ↑  «Bing». Архів оригіналу за 23 вересня 2017. Процитовано 3 квітня 2022.
118. ↑  «Мета». Архів оригіналу за 3 квітня 2022. Процитовано 3 квітня 2022.
119. ↑  «Uaport.net». Архів оригіналу за 2 квітня 2022. Процитовано 3 квітня 2022. [Архівовано 2 квітня 2022 у Wayback Machine.]
120. ↑  Українізація Твіттера. Архів оригіналу за 4 вересня 2012. Процитовано 21 червня 2012.
121. ↑  DeepL learns Ukrainian.
122. ↑  Онлайн-перекладач DeepL отримав підтримку української мови. AIN.UA.
123. ↑  Usage Statistics and Market Share of Content Languages for Websites, April 2021. w3techs.com. Архів оригіналу за 17 серпня 2019. Процитовано 5 квітня 2021.
124. ↑  Historical yearly trends in the usage statistics of content languages for websites, April 2021. w3techs.com. Процитовано 5 квітня 2021.
125. ↑  Usage Statistics and Market Share of Ukrainian for Websites, April 2021. w3techs.com. Процитовано 5 квітня 2021.
126. ↑  Платформа «Маніфест» створила відео про здобутки українського YouTube в 2020 році. Детектор медіа.
127. ↑  Маніфест — рейтинг ютуб-каналів українською.
128. ↑  Каталог української локалізації ігор (Головна сторінка).
129. ↑  Частка дописів українською мовою в соцмережах зросла до 56 %, — Центр контент-аналізу (укр.). 28 жовтня 2024.
130. ↑  Жилко Ф. Т. Нариси з діалектології української мови. К., 1966;
131. ↑  Бевзенко С. П. Українська діалектологія. К., 1980
132. ↑  Атлас української мови у 3-х томах / Гол. ред. колегії І. Г. Матвіяс. — К.: Наукова думка, 1984—2001.
133. ↑  Атлас української мови, т. 1—2. К., 1984—1988
134. ↑  Дыякталагічны атлас беларускай мовы. Мінск, 1963
135. ↑  Атлас української мови, т. 2. К., 1988
136. ↑  Атлас української мови, т. 3, К., 2001.
137. ↑  Матвіяс І. Українська мова і її говори. Київ: наукова думка, 1990. — 168 с.
138. ↑  Бичко З. Опільський діалект — основа галицького (західноукраїнського) варіанта української літературної мови // Другий міжнародний конгрес україністів: Доповіді і повідомлення. Мовознавство. Львів, 1993. С.16.
139. 1 2 3 4 5 6  Лариса Масенко. Суржик: між мовою і язиком. Київ, 2011
140. ↑  Се суржик: батько був циган, а мати дівка з нашого села. (Словник Грінченка, 1907—1909)
141. ↑  Заруба В. М. Історія держави і права України. Архів оригіналу за 14 травня 2014. Процитовано 3 лютого 2013.
142. ↑  Закон Української Національної Ради про уживання української мови у внутрішнім і зовнішнім урядуванні державних властей і урядів, публічних інституцій і державних підприємств у Західній області Української Народної Республіки. Архів оригіналу за 14 травня 2014. Процитовано 4 лютого 2013.
143. ↑  Рішення Конституційного Суду України [Архівовано 22 травня 2011 у Wayback Machine.] щодо застосування державної мови органами державної влади, органами місцевого самоврядування та використання її у навчальному процесі в навчальних закладах України.
144. ↑  Конституція України : від 28.06.1996 № 254к/96-ВР // Законодавство України : офіційний сайт. — Верховна Рада України, 2020. — 1 січня. — Дата звернення: 04.06.2021.
145. ↑  Рішення Конституційного Суду України від 14.12.1999 № 10-рп/99 // Законодавство України : офіційний сайт. — Верховна Рада України, 1999. — 14 грудня. — Дата звернення: 04.06.2021.
146. ↑  Про невідкладні заходи щодо зміцнення державного статусу української мови та сприяння створенню єдиного культурного простору України : Указ Президента України від 21.05.2018 № 156/2018 : [арх. 03.06.2018] // Президент України : офіційне інтернет-представництво. — 2018. — 31 травня. — Дата звернення: 04.06.2021.
147. ↑  Про затвердження Порядку направлення педагогічних працівників для роботи у закладах загальної середньої освіти за кордоном, в яких предмети викладаються українською мовою : Постанова Кабінету Міністрів України від 03.04.2019 № 294 : [арх. 25.04.2021] // Урядовий портал : єдиний вебпортал органів виконавчої влади України. — 2019. — 3 квітня. — Дата звернення: 04.06.2021.
148. ↑  Конституція ПМР [Архівовано 3 березня 2016 у Wayback Machine.].(рос.)
149. ↑  Закон № 173 от 22.07.2005 об основных положениях особого правового статуса населенных пунктов левобережья Днестра (Приднестровья). Архів оригіналу за 4 березня 2016. Процитовано 29 січня 2013.
150. ↑  в Українська мова і культура в ПМР: історія та сучасність // Дружинець Марія, Кошуба Марина, Прісовська Галина, Придністровський державний університет імені Т. Г. Шевченка, Одеський національний університет імені І. І. Мечникова, Одеський національний політехнічний університет (PDF). Архів оригіналу (PDF) за 23 лютого 2016. Процитовано 21 лютого 2016.
151. ↑  ОБРАЗОВАНИЕ. Архів оригіналу за 15 травня 2018. Процитовано 9 липня 2019.
152. ↑  Український інтерес в Придністров'ї — Світ — Український тиждень, Тиждень.ua. Архів оригіналу за 14 березня 2016. Процитовано 21 лютого 2016.
153. ↑  Статут Аутономне Покрајине Војводине. Архів оригіналу за 28 вересня 2013. Процитовано 30 січня 2013.
154. ↑  Bernard Comrie, «Slavic Languages», International Encyclopedia of Linguistics, 1992, Oxford, Vol 3, pp. 452—456
155. ↑  Русинська мова [Архівовано 17 червня 2008 у Wayback Machine.]. (укр.)
156. ↑  George Y. Shevelov, "Ukrainian, « The Slavonic Languages (1993, Routledge, pp. 947—998.
157. ↑  У США влада округу Кук офіційно використовує українську мову у своїй діяльності [Архівовано 19 травня 2017 у Wayback Machine.] — Тиждень.ua, 24 травня 2013
158. ↑  Радіо Ватикану. Архів оригіналу за 17 жовтня 2018. Процитовано 29 січня 2013.
159. ↑  Феномен літургійної мови [Архівовано 21 квітня 2015 у Wayback Machine.] — Релігійно-інформаційна служба України
160. ↑  Predpis č. 184/1999 Z. z. Zákon o používaní jazykov národnostných menšín (PDF). Архів оригіналу (PDF) за 21 травня 2013. Процитовано 17 серпня 2012.
161. ↑  Лінгвоцидна стратегія Кремля: у Росії хочуть „регулювати норми української мови“ аж до злиття
162. ↑  Українська Автокефальна Православна Церква [Архівовано 18 січня 2013 у Wayback Machine.] — Ближче до Бога, грудень 8, 2011
163. ↑  Статут про управління Української православної церкви Київський патріархат. Архів оригіналу за 28 травня 2013. Процитовано 7 лютого 2013.
164. ↑  Патріарх Філарет: Київський Патріархат проти другої державної мови [Архівовано 17 березня 2013 у Wayback Machine.] — Релігійно-інформаційна служба України
165. ↑  В УПЦ (МП) готові перейти на українську мову Богослужінь [Архівовано 13 лютого 2013 у Wayback Machine.] — Релігійно-інформаційна служба України
166. ↑  Великдень у Лаврі: вперше за триста років богослужіння в Успенському соборі проводили українською мовою. 16.04.2023, 11:55
167. ↑  В Успенському соборі вперше за 300 років пролунала молитва українською мовою (відео). 16.04.2023, 13:05
168. ↑  Українська Православна Катедра Святої Софії (PDF). Архів оригіналу (PDF) за 18 вересня 2013. Процитовано 23 лютого 2013.
169. ↑  Польська православна церква стає … польськомовною [Архівовано 14 травня 2014 у Wayback Machine.] — Автокефалія
170. ↑  Українську мову почали масово вивчати у світі — це наслідки масштабної агресії Росії. Радіо Свобода.
171. ↑  Ірина Шинкаренко (27 липня 2024). Українську мову можна вивчати у США вже у близько 20 університетах (укр.). {{cite web}}: Проігноровано невідомий параметр |publsiher= (довідка)
172. ↑  Зросла кількість людей, які розмовляють вдома українською. 1.zt.ua.
173. ↑  Про нас [Архівовано 5 лютого 2013 у Wayback Machine.] — Тиса
174. ↑  Про нас [Архівовано 8 березня 2013 у Wayback Machine.] — Голос Америки
175. ↑  Державна телерадіокомпанія Всесвітня служба «Українське телебачення і радіомовлення». Архів оригіналу за 21 квітня 2013. Процитовано 20 березня 2013.
176. ↑  Стартував український Euronews [Архівовано 2013-04-12 у Wayback Machine.] — Телекритика, 24.08.2011
177. ↑  Мовлення [Архівовано 15 березня 2013 у Wayback Machine.] — Euronews
178. ↑  Перший Ukraine. Про канал. Архів оригіналу за 15 квітня 2013. Процитовано 20 березня 2013.
179. 1 2 3 4  Міжнародне радіомовлення українською мовою. З історії. Архів оригіналу за 7 липня 2012. Процитовано 7 липня 2012.
180. 1 2 3  Міжнародне радіомовлення українською мовою. Радіостанції. Архів оригіналу за 7 квітня 2013. Процитовано 7 квітня 2013.
181. ↑  Частоти [Архівовано 17 червня 2012 у Wayback Machine.] — Всесвітня служба Радіо Румунія
182. ↑  Радио Приднестровья. Архів оригіналу за 2 липня 2017. Процитовано 21 березня 2013.
183. ↑  Як нас слухати? [Архівовано 22 лютого 2015 у Wayback Machine.] — Polskie Radio dla Zagranicy
184. ↑  Коструба П. П. Коструба. Фонологічна система української літературної мови. Чергування фонем і його функції // Сучасна українська літературна мова. Вступ. Фонетика / Відп. ред. М. А. Жовтобрюх. — К., 1969.
185. ↑  Віталій Мітченко. Мистецтво скоропису в просторі українського бароко. Архів оригіналу за 20 травня 2011. Процитовано 2 червня 2011.
186. ↑  Всероссийский „словарь-толкователь“ / Под ред. В. В. Жукова. — 1-е изд. — СПб.: А. А. Каспари, 1893—1895. — Т. 1. — С. 445.
187. ↑  Ігор Чорновол. Латинка в українському правописі: ретроспектива і perspektyva. Архів оригіналу за 21 березня 2018. Процитовано 2 червня 2011.
188. ↑  Голоскевич Григорій. Правописний словник [Архівовано 22 грудня 2010 у Wayback Machine.] (за нормами Українського правопису Всеукраїнської Академії Наук, Харків, 1929 р.)
189. ↑  У МОН пояснили, навіщо міняли Український правопис. Закон і Бізнес. zib.com.ua. Архів оригіналу за 10 квітня 2021. Процитовано 6 квітня 2021.
190. ↑  Офіційно: «росія» з маленької букви не є відхиленням від норм української мови. pon.org.ua. 22 вересня 2023.
191. ↑  Етимологічний словник української мови: У 7 т. / Редкол. О. С. Мельничук (голов. ред.) та ін. — К.: Наук. думка, 1983 —. — ISBN 966-00-0816-3. Т. 5: Р — Т / Уклад.: Р. В. Болдирєв та ін. — 2006. — 704 с. ISBN 966-00-0785-X. — стор. 27—28
192. ↑  Українська мова. (укр.)
193. ↑  Запозичення до української мови (укр.). Архів оригіналу за 22 травня 2011.
194. ↑  Старослов'янізми [Архівовано 22 травня 2011 у Wayback Machine.]. (укр.)
195. ↑  Історія запозичення слів до українського словника [Архівовано 22 травня 2011 у Wayback Machine.]. (укр.)
196. ↑  Мови Європи: відстані між мовами за словниковим складом. (укр.)
197. ↑  Безпояско О. К., Городенська К. Г. Морфеміка української мови. К., 1987
198. ↑  Словотвір сучасної української літературної мови. К., 1979.
199. ↑  Клименко Н. Ф. Система афіксального словотворення сучасної української мови. К., 1973
200. ↑  Жовтобрюх М А., Кулик Б. М. Курс сучасної української літературної мови. — К., 1965. — Ч. І.
201. ↑  Вихованець І. Р. Частини мови в семантико-граматичному аспекті. К., 1988
202. ↑  Вихованець І. Р. Система відмінків української мови. К., 1987
203. ↑  І. Р. Вихованець. Відмінювання // Українська мова : енциклопедія / НАН України, Інститут мовознавства ім. О. О. Потебні, Інститут української мови ; ред. В. М. Русанівський [та ін.]. — К. : Українська енциклопедія, 2000. — ISBN 966-7492-07-9.
204. ↑  М. А. Жовтобрюх. Двоїна // Українська мова : енциклопедія / НАН України, Інститут мовознавства ім. О. О. Потебні, Інститут української мови ; ред. В. М. Русанівський [та ін.]. — К. : Українська енциклопедія, 2000. — ISBN 966-7492-07-9.
205. ↑  Самійленко С. П. Категорія роду // Українська мова і література в школі. — 1965, № 10; 1966, № 5
206. ↑  Матвіяс І. Г. Іменник в українській мові. К., 1974
207. ↑  Пронь К. Л. Нестягнені форми прикметників в українській мові // Українська мова і література в школі. — 1972. — № 7
208. ↑  Грищенко А. П. Прикметник в українській мові. — К., 1978
209. ↑  Матвіяс І. Г. Синтаксис займенників в українській мові. — К., 1962.
210. ↑  Ожоган В. Займенникові слова у граматичній структурі сучасної української мови. — К., 1997.
211. ↑  Русанівський В. М. Дієслово // Безпояско О. К., Городенська К. Г., Русанівський В. М. Граматика української мови: Морфологія. — К.: Либідь, 2003
212. ↑  Гнатюк Г. М. Дієприкметник у сучасній українській літературній мові. — К., 1982
213. ↑  Чередниченко І. Г. Нариси з загальної стилістики сучасної української мови. К., 1962
214. ↑  Єрмоленко С. Я. Українська мова. У серії: Найновіша історія слов'янських літературних мов (Opole, 1999)